# Cimetière de Montmartre
Pour les articles homonymes, voir Montmartre (homonymie).
Le cimetière du Nord, communément appelé cimetière de Montmartre, est situé dans le 18 de Paris. Il occupe une surface de 11 hectares. C'est le troisième plus grand de Paris, après le cimetière de l'Est ou cimetière du Père-Lachaise et le cimetière du sud ou cimetière du Montparnasse. Ces cimetières étaient hors de Paris au moment de leurs créations. Il a la singularité d'être enjambé par le pont Caulaincourt.

## Historique
Lors de la Révolution, les cimetières étaient considérés comme des biens du clergé. Ainsi par la loi du 15 mai 1791, ils furent considérés comme biens nationaux. Par l'effet de cette loi, le cimetière paroissial de Montmartre, le cimetière du Calvaire, devint la propriété de la commune, qui fut ensuite fermé durant cette période trouble. C'est probablement de la fermeture de l'ancien cimetière que date l'origine du 'grand cimetière du Nord.
Les terrains occupés par le cimetière donnaient, jusqu'au XVIII, accès aux anciennes carrières de plâtre. L'exploitation des carrières ayant cessé à la Révolution, ces terrains servent alors de fosses communes pour les victimes des émeutes et, en particulier, les Gardes suisses qui ont été tués au palais des Tuileries le 10 août 1792. Par la suite, la nécropole, appelée des Grandes-Carrières ou de la Barrière-Blanche puis sous celui de cimetière sous Montmartre, de Champ du Repos et enfin de cimetière de Montmartre, va servir pour l'inhumation des Parisiens ne pouvant pas être inhumés dans les limites de Paris après la fermeture des cimetières intra-muros. Ces inhumations se font dans des conditions déplorables. La Ville de Paris décide d'acheter un terrain d'un hectare en septembre 1798 pour y établir un cimetière décent. Ce premier cimetière devient rapidement insuffisant. Ne pouvant être agrandi, le cimetière est abandonné. 
Après une restructuration du quartier entre 1818 et 1824, plusieurs terrains ont pu être achetés par la Ville de Paris pour obtenir une surface de 10. L'architecte Étienne-Hippolyte Godde est chargé de l'aménagement du cimetière. Il est inauguré le 1er janvier 1825. En 1847, la Ville de Paris achète de nouveaux terrains d'une superficie de 9 hectares, entre la rue Étex, la rue Coysevox, la rue Marcadet et la rue Eugène-Carrière, mais cette partie est abandonnée en 1879. Le village de Montmartre est intégré dans la limite de Paris qui va jusqu'à l'enceinte de Thiers, en 1860.
En 1867, le préfet de la Seine, le baron Georges Eugène Haussmann, dépose un projet de prolongement de la rue Caulaincourt qui traverse le cimetière et nécessite le déplacement de plus de 200 tombes. L'opinion publique s'y oppose. Le baron Georges Eugène Haussmann défend le projet à la tribune en janvier 1868. La pétition est rejetée mais le projet est modifié pour adopter un pont surplombant le cimetière, le pont Caulaincourt. Sa construction ne commence qu'en 1887. Il est inauguré par le préfet Eugène Poubelle, le 16 décembre 1888.
La Ville de Paris a engagé en 2012 une étude pour renforcer la protection paysagère et patrimoniale du cimetière de Montmartre. Cette étude permettra d'aller vers le classement du site, sur le même modèle que celui déjà adopté pour le cimetière du Père-Lachaise. L'Atelier parisien d'urbanisme (Apur) a publié en décembre 2013 son étude. De ce fait, une première inscription au titre des monuments historiques a eu lieu par arrêté du 20 décembre 2013 pour la chapelle Fournier.

## Description
Le cimetière de Montmartre, inclus dans Paris depuis 1860, est situé au 20, avenue Rachel, dans le 18e arrondissement. Il est installé à l'emplacement des anciennes carrières de Montmartre, réputées pour leur gypse dont on fit un plâtre utilisé à grande échelle dans la capitale.
Hors des anciennes limites de la capitale furent créés le cimetière de Montmartre au nord, le cimetière du Père-Lachaise à l'est, le cimetière du Montparnasse au sud et, à l'intérieur de la ville, le cimetière de Passy à l'ouest.
Le cimetière de Montmartre couvre environ 11 hectares, soit la même superficie que le cimetière des Batignolles, ce qui en fait ex æquo le troisième plus vaste cimetière intra muros après le Père-Lachaise et Montparnasse. Aujourd'hui le cimetière de Montmartre compte plus de 20 000 concessions et 500 personnes environ y sont inhumées chaque année.
Fait quasi unique en France, il est enjambé par le pont Caulaincourt, un pont métallique construit après de multiples polémiques en 1888.
La tombe de Dalida, avec sa sculpture en taille réelle et ses rayons dorés, est la plus visitée et la plus fleurie du cimetière.

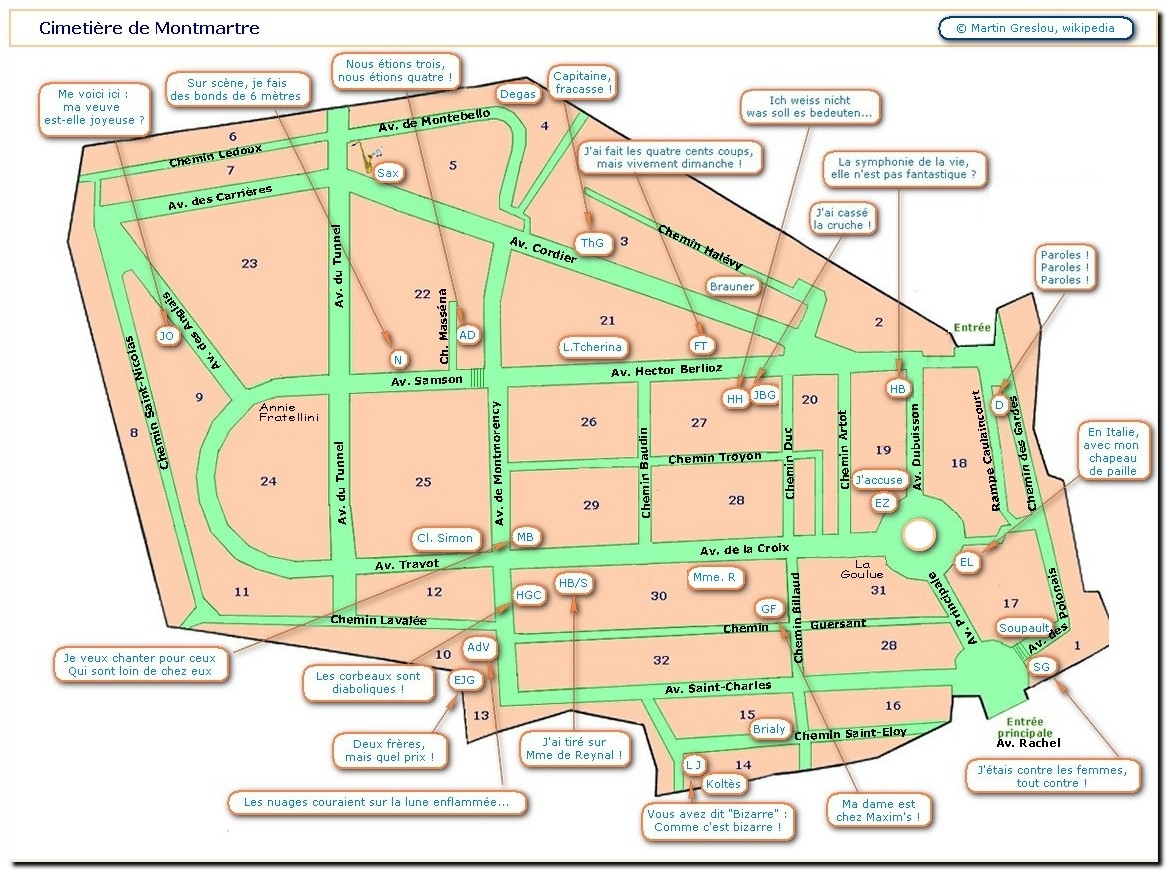
Plan.
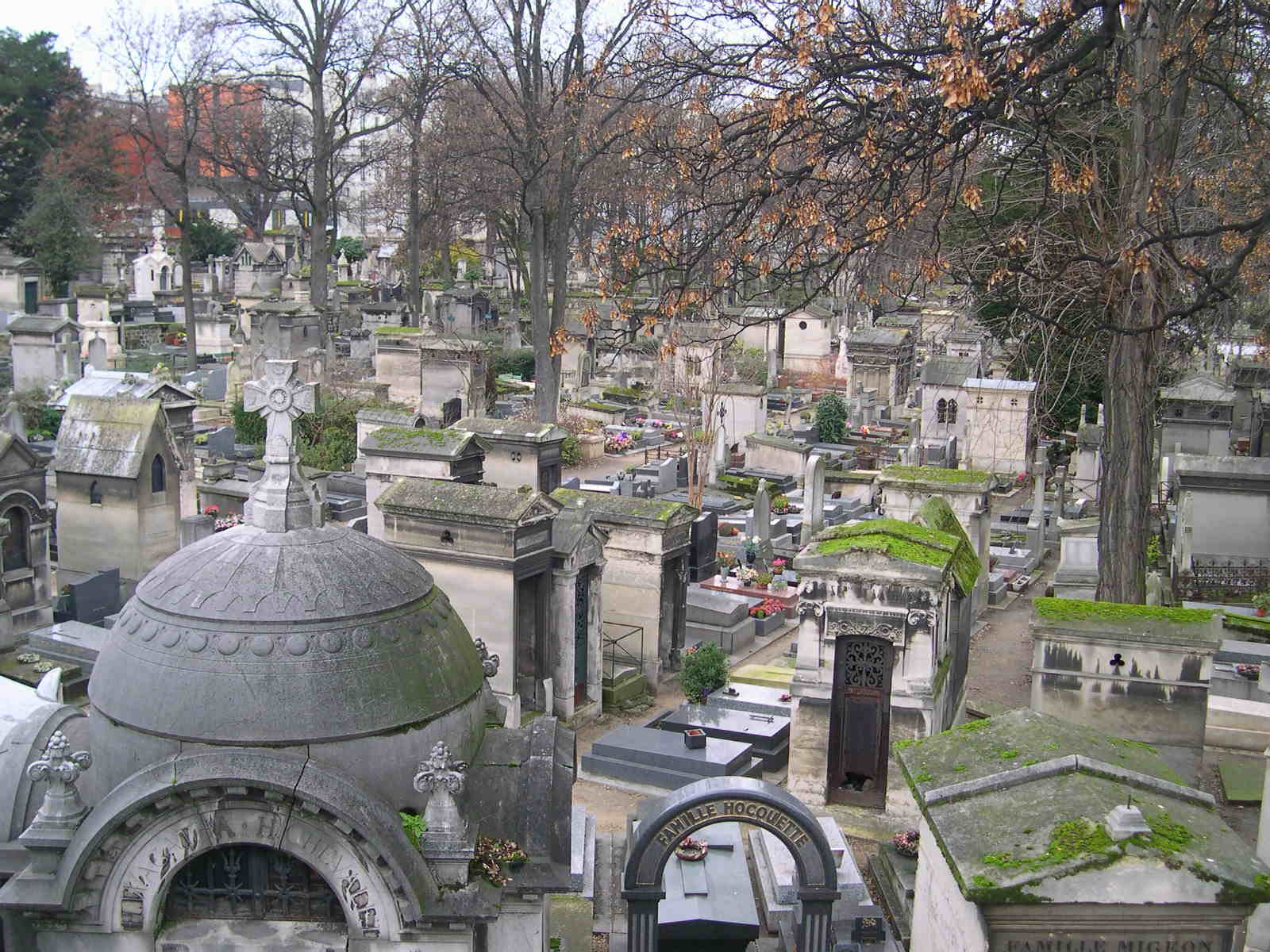
Vue d'ensemble.
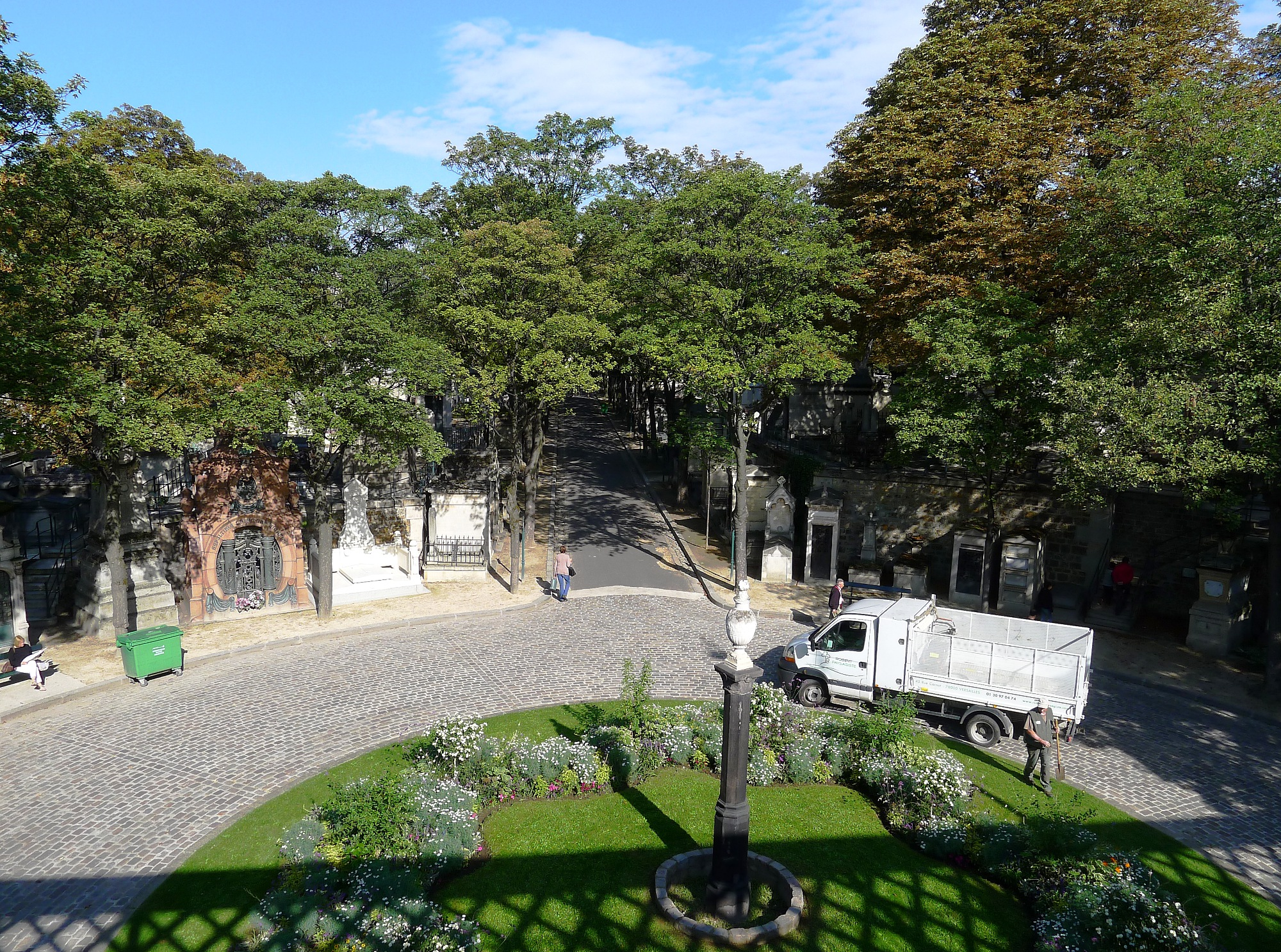
Vue du pont Caulaincourt.
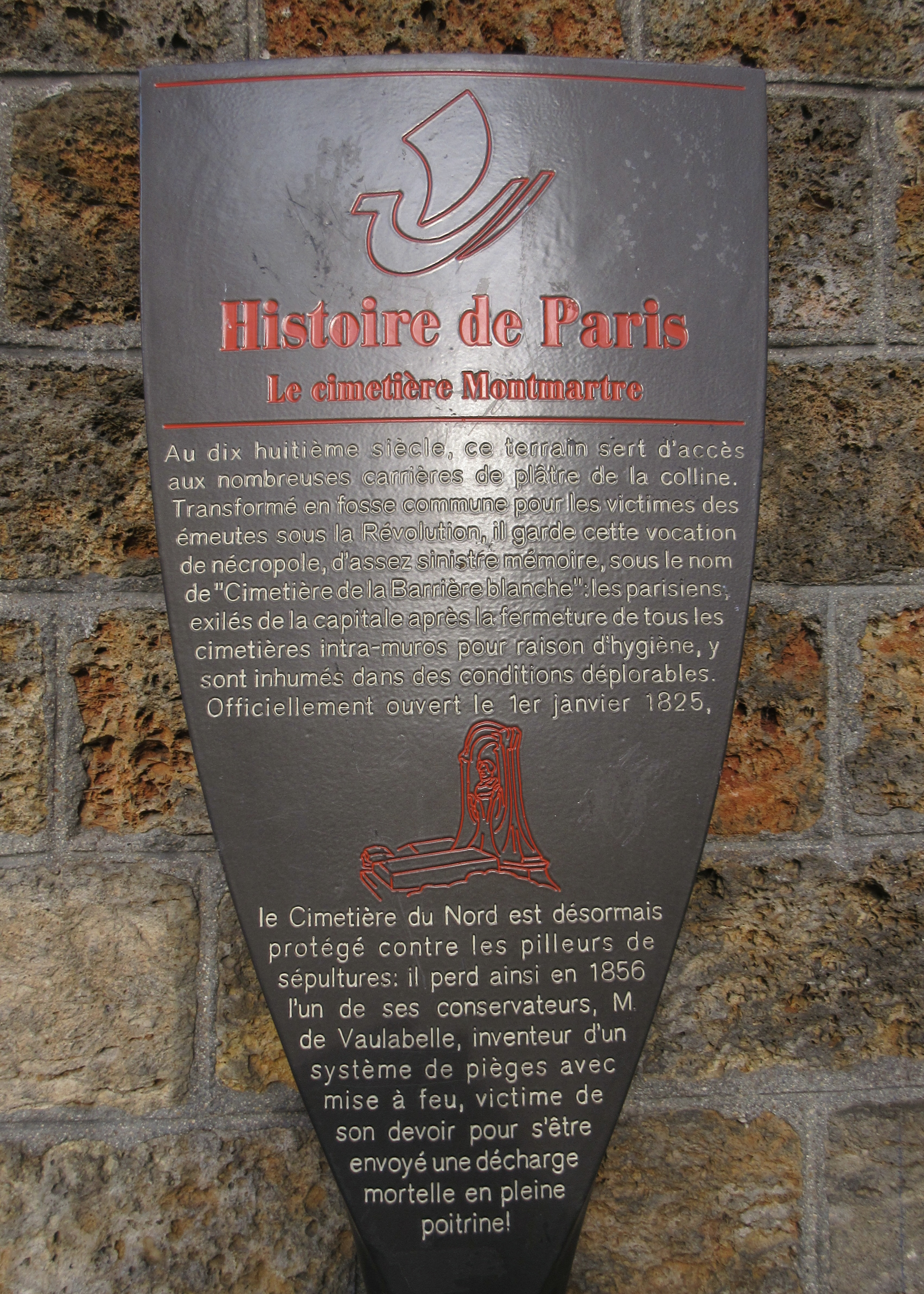
Panneau Histoire de Paris.

## Personnalités inhumées dans le cimetière de Montmartre
- Haut – A
- B
- C
- D
- E
- F
- G
- H
- I
- J
- K
- L
- M
- N
- O
- P
- Q
- R
- S
- T
- U
- V
- W
- X
- Y
- Z

### A
| Nom | Métier | Division                  | Photo |
| --- | --- | ------------------------- | ----- |
| Pierre-Frédéric Achard (1808-1856) | comédien , chapelle de la famille Achard, il repose avec son fils le ténor Léon Achard, son fils Charles, directeur du Conservatoire de Dijon | 9e division               |       |
| Maurice Achener (1881-1963) | peintre, graveur et illustrateur | 27e division              |       |
| Adolphe Adam (1803-1856) | compositeur | 5e division               |       |
| Alfred-Philibert Aldrophe (1835-1895) | architecte | 3e division               |       |
| Joseph-Alphonse Adhémar (1797-1862) | mathématicien | 22e division              |       |
| Jean Adhémar (1908-1987) | historien de l'art | 33e division              |       |
| Delphin Alard (1815-1888) | violoniste | 1re division              |       |
| Yvette Alde (1911-1967) | artiste peintre | 30e division              |       |
| Charles-Valentin Morhange dit Alkan (1813-1888), inhumé avec sa sœur Céleste Morhange, dite Céleste Alkan (1812-1897), cantatrice, veuve Mayer Marix (1805-1872) | compositeur et pianiste | 3e division               |       |
| Jean-Claude Allain (1934-2008) | historien de la période contemporaine | division ?                |       |
| Jean-Jules Allasseur (1818-1903) | sculpteur | 14e division              |       |
| Joseph-Henri Altès (1826-1895) | compositeur, flûtiste, professeur au Conservatoire, inhumé avec son épouse, la cantatrice Émilie-Francisque Ribault | 33e division              |       |
| Nicolas Amato (1893-1976) | acteur | 26e division              |       |
| Charles-Alexandre-Amaury Pineux dit Amaury Duval (1760-1838) | diplomate, historien, archéologue et homme de lettres | 14e division              |       |
| Amaury-Duval (1808-1885) | peintre | 13e division              |       |
| Joachim Ambert, dit le général baron Ambert (1804-1890) | général et écrivain militaire | 17e division              |       |
| André-Marie Ampère (1775-1836) | physicien | 30e division              |       |
| Jean-Jacques Ampère (1800-1864) | historien, écrivain, académicien, enterré avec son père André-Marie Ampère | 30e division              |       |
| Georges Ancey (1860-1917) | auteur dramatique | 26e division              |       |
| Édouard André (1840-1911) | paysagiste, créateur de très nombreux jardins dans le monde entier. Il repose avec son beau-père le violoncelliste Auguste-Joseph Franchomme, dont il avait épousé les deux filles l'une après l'autre (d'abord Marie, puis Cécile après le décès de Marie) | 23e division              |       |
| Alexandre Antigna (1817-1878) | peintre | 21e division              |       |
| Sophie d'Arbouville, née Sophie Lecat de Bazancourt (1810-1850)                                                                                                  | poétesse et nouvelliste française | 21e division              |       |
| Paul Arosa (1874-1957) | auteur dramatique, poète et romancier | 23e division              |       |
| Juan Crisóstomo de Arriaga (1806-1826) | compositeur | tombe commune non marquée |       |
| Alexandre-Joseph Artot (1815-1845) | violoniste et compositeur belge | 19e division              |       |
| Alexandre Pierre Victor Aubry (1808-1864) | sculpteur | 27e division              |       |
| Gaston Aubry (1853-1901) | architecte | 25e division              |       |
| Thérèse Angélique Aubry (1772-1829) | danseuse et déesse de la Raison en 1793 | 30e division              |       |
| Paul Jules Audéoud (1836-1885) | ingénieur des mines, banquier, collectionneur | 20e division              |       |
| Edmond Audran (1840-1901) | compositeur | 28e division              |       |
| Lucien-Joseph-Louis Augé, dit Augé de Lassus (1846-1914) | homme de lettres | 3e division               |       |
| Alexis-François Aulagnier (1767-1830) | médecin principal des Armées | 32e division              |       |
| Aurel (1869-1948) née Aurélie de Faucamberge | femme de lettres | 5e division               |       |
| Édouard Autant (1872-1962) | architecte | 26e division              |       |
| Claude Autant-Lara (1901-2000) | réalisateur de cinéma | 26e division              |       |
| Alphonse Auvity (1799-1860) | élève de Polytechnique, général de division, directeur-général du service des poudres et salpêtres des armées françaises | 12e division              |       |
| Adolphe Aze (1823-1884) | artiste peintre d’histoire et orientaliste | 22e division              |       |

- Haut – A
- B
- C
- D
- E
- F
- G
- H
- I
- J
- K
- L
- M
- N
- O
- P
- Q
- R
- S
- T
- U
- V
- W
- X
- Y
- Z

### B
| Nom | Métier | Division | Photo |
| --- | --- | --- | ----- |
| Robert Bajac (1897-1935) | aviateur français | 18e division |       |
| Benjamin Ball (1833-1893) | psychiatre | 9e division |       |
| Pierre-Simon Ballanche (1776-1847) | écrivain et philosophe | 30e division |       |
| Humbert Balsan (1954-2005) | acteur et producteur français | 29e division |       |
| Pierre Barouh (1934-2016) | auteur-compositeur-interprète, acteur et producteur                                                                                                   | 9e division |       |
| Paul Barroilhet (1805-1871) | baryton | 28e division |       |
| Mimi Barthélémy (1939-2013) | conteuse et écrivaine haïtienne | 5e division |       |
| Charles Bataille (1828-1868) | journaliste, chansonnier, poète, romancier et auteur dramatique                                                                                       | 16e division |       |
| Désiré-Alexandre Batton (1798-1855) | compositeur de musique | 19e division |       |
| Jean Bauchet (1906-1995) | homme de théâtre, propriétaire du Moulin-Rouge, directeur du Casino de Paris                                                                          | 29e division |       |
| Michel Baud (1963-2012) | égyptologue | 21e division |       |
| Jean-Baptiste Alphonse Baudin (1811-1851) | médecin et député | 27e division |       |
| Charles Baudin (1784-1854) | amiral | 17e division |       |
| Pierre Julien Joseph Baudin (1863-1917) | homme politique | 23e division |       |
| Hervé Baudry (1961-2016) | dessinateur de presse et caricaturiste | 9e division |       |
| Pierre-Dominique Bazaine (1786-1838) | polytechnicien ingénieur des ponts et chaussées, sélectionné pour aller exercer en Russie, à la suite d'un accord entre Napoléon Ier et Alexandre Ier | 19e division |       |
| Léontine Beaugrand (1842-1925) | étoile de l'Opéra | 26e division |       |
| Arthur de Beauplan (1823-1890) | auteur dramatique | 21e division |       |
| Ferdinand Beert (1835-1902) | écuyer belge, directeur du cirque Fernando | 5e division |       |
| Robert Bellanger (1884-1966) | homme politique français | 1re division |       |
| René Benjamin (1885-1948) Il est inhumé avec son père Ernest Benjamin (1854-1901), homme de lettres, et son frère Jean Benjamin (1883-1976), architecte. | écrivain, journaliste et conférencier | 24e division |       |
| François Léon Benouville (1821-1859) | peintre français | 3e division |       |
| Jean Béraud (1849-1935) | peintre de la vie parisienne | 1er division |       |
| Michel Berger (1947-1992) & France Gall (1947-2018) | ainsi que Pauline Isabelle Hamburger (1978-1997) leur fille; auteur, compositeur et chanteur, fils de Jean Hamburger                                  | 29e division |       |
| Hector Berlioz (1803-1869) | compositeur | 20e division |       |
| Martin Bernard (1808-1883) | ouvrier typographe, préfet en 1848 et député | 27e division |       |
| Simon Bernard (1779-1839) | général, baron d'Empire | 32e division |       |
| Simone Berriau (1896-1984) | comédienne, et directrice du théâtre Antoine | 5e division |       |
| Joachim Alexandre Berseville (1849-1913) | haut fonctionnaire | 28e division |       |
| Pierre Berton (1842-1912) | dramaturge et comédien | 24e division |       |
| Charles-Henri Besnard (1881-1946) | architecte | 31e division |       |
| Louis Bessières (1913-2011) | compositeur pour Montand, Reggiani, Vian, Prévert | 22e division Difficile à localiser, sa tombe très discrète est une simple dalle de marbre entre les tombes Douel et Prunier |       |
| Jean-Martial Bineau (1805-1855) | homme politique, ministre | 6e division |       |
| Bertrand Blier (1939-2025) | réalisateur, scénariste et écrivain | 25e division |       |
| Antoine Blondel (1795-1886) Il est inhumé avec ses frères Charles Ferdinand Blondel (1807-1877) et Lucien Antoine Blondel (1801-1883), général           | homme politique, ministre | 17e division |       |
| Marcel Bluwal (1925-2021) | réalisateur français inhumé avec son beau-frère Gérard Lebrun                                                                                         | 23e division |       |
| Vladimir Bobrinski (1868-1927) | comte, député de la Douma, homme politique russe | 5e division |       |
| Léon Boëllmann (1862-1897) | compositeur et organiste | 18e division |       |
| Alexandre-Pierre-François Boëly (1785-1858) | compositeur et organiste | 2e division |       |
| Maurice Bokanowski (1879-1928) | homme politique | 3e division |       |
| Léon Bollack (en) (1859-1925) | créateur de la Langue Bleue, écrivain | 3e division |       |
| Mélanie Bonis (1858-1937) | compositrice | 24e division |       |
| Marc Bonnehée (1828-1886) | baryton français de l'Opéra de Paris | 33e division |       |
| Lionel Bonnemère (1843-1905) | sculpteur, librettiste, historien et collectionneur                                                                                                   | 29e division |       |
| Alain Bosquet (1919-1998) | poète et écrivain | division ? |       |
| Héléna Bossis (1919-2008) avec sa mère Simone Berriau | actrice et directrice de théâtre | division 5 |       |
| Alexandre Boucher (1778-1861) | violoniste | 25e division |       |
| Anatole de Boucherville (1848-1924) | fonctionnaire, journaliste et écrivain mauricien | 23e division |       |
| François Bouchot (1800-1842) | peintre et graveur | 32e division |       |
| François Claude de Bouillé (1739-1800) | organisateur de la fuite de Varennes, cité dans La Marseillaise                                                                                       | 1er division |       |
| Marie-Nicolas Bouillet (1798-1864) | professeur, traducteur et lexicographe | 22e division |       |
| Gustave Boulanger (1824-1888) | peintre orientaliste français | 8e division |       |
| Lili (1893-1918) et Nadia Boulanger (1887-1979) | compositrices | 33e division |       |
| Isabelle Fernande de Bourbon (1821-1897) Isabel Fernandina de Borbón                                                                                     | infante d'Espagne | 22e division |       |
| Joséphine-Fernande de Bourbon (1827-1910) Josefa Fernanda de Borbón                                                                                      | princesse royale espagnole | 29e division |       |
| Jules Bourdais (1835-1915) | architecte français | 25e division |       |
| Louis-Jean-Baptiste Bourdon (1808-1875) | peintre français | 30e division |       |
| Charles Guillaume Alexandre Bourgeois (1759-1832) | peintre, graveur, physicien et chimiste | 33e division |       |
| Marcel Boussac (1889-1980) | industriel et éleveur de chevaux de courses inhumé avec son épouse, la cantatrice Fanny Heldy (1888-1973)                                             | 30e division |       |
| Urbain Boussagol (1826-1909) | harpiste, maître de chapelle à Paris, professeur au Conservatoire de Rennes                                                                           | 30e division |       |
| Adrienne-Charlotte du Bouzet (1772-1853) | première surintendante de la Maison d'orphelines de la Légion d'honneur de Saint-Denis                                                                | 5e division |       |
| Giuseppina Bozzacchi (1853-1870) | la danseuse de ballet, la première exécutante du ballet Coppélia                                                                                      | division ? |       |
| Victor Brauner (1903-1966) | peintre surréaliste | 3e division |       |
| Claire Bretécher (1940-2020) | auteure de bande dessinée inhumée avec son mari Guy Carcassonne                                                                                       | 20e division |       |
| Jean-Claude Brialy (1933-2007) | acteur et directeur de théâtre | 15e division à côté de Rose Alphonsine Plessis, la dame aux Camélias                                                        |       |
| Joë Bridge alias Jean-Louis-Charles-Joseph Barrez (1886-1967)                                                                                            | parolier, dessinateur humoristique et sportif, célèbre pour ses affiches                                                                              | 26e division |       |
| Louis-Alexandre Brière de L'Isle (1827-1896) | général de division, gouverneur du Sénégal, commandant en chef au Tonkin                                                                              | 25e division |       |
| Henri Brisson (1835-1912) | avocat, journaliste et homme d'État | 23e division |       |
| Adolphe Brisson (1860-1925) | journaliste et critique dramatique | 2e division |       |
| Pierre Brisson (1886-1964), fils du précédent | journaliste et directeur du journal Le Figaro | 2e division |       |
| Henri Brod (1799-1839) | hautboïste, compositeur et facteur de hautbois | 12e division |       |
| André François Bron de Bailly (1757-1847) | général, baron de l'Empire | 30e division |       |
| Étienne Brouard (1763-1833) | général, baron de l'Empire | 19e division |       |
| Václav Brožík (1851-1901) | historien de l'art et peintre tchèque | 28e division |       |
| Cécile Brunschvicg (1877-1946) | femme politique | 3e division |       |
| Philippe Budelot (1770-1841) | peintre français | division ? |       |
| Philippe Buonarroti (1761-1837) | révolutionnaire français | 12e division |       |
| Yvan Burger alias Yves Heimburger (1957-1990) | comédien et chanteur | 22e division |       |
| Fulgence de Bury (1785-1845) | auteur dramatique | 26e division |       |

- Haut – A
- B
- C
- D
- E
- F
- G
- H
- I
- J
- K
- L
- M
- N
- O
- P
- Q
- R
- S
- T
- U
- V
- W
- X
- Y
- Z

### C
| Nom | Métier | Division     | Photo                                                    |
| --- | --- | ------------ | -------------------------------------------------------- |
| Jean-Daniel Cadinot (1944-2008) | réalisateur et producteur de cinéma français                                                                                | 30e division |                                                          |
| Ernest de Cadoine de Gabriac (1792-1865) | pair de France | 29e division |                                                          |
| Auguste Cain (1821-1894) | sculpteur animalier | 29e division |                                                          |
| Félix Callet (1791-1854) | architecte | 1re division |                                                          |
| Charles-Antoine Cambon (1802-1875) | artiste peintre et décorateur de théâtre                                                                                    | 30e division |                                                          |
| Camondo | famille de banquiers, amateurs d'art                                                                                        | 3e division  |                                                          |
| Aimée Campton (1882-1930) | actrice de théâtre et de cinéma muet                                                                                        | 12e division |                                                          |
| André Caplet (1878-1925) | compositeur et chef d'orchestre                                                                                             | 22e division |                                                          |
| Marcelle Capronnier dite La Houppa (1900-1987) | artiste de music-hall, pionnière de la radiodiffusion                                                                       | 27e division |                                                          |
| Joseph Caraud (1821-1905) | peintre | 28e division |                                                          |
| Guy Carcassonne (1951-2013) | juriste constitutionnaliste et professeur des universités de droit public à Paris X inhumé avec son épouse Claire Bretécher | 20e division |                                                          |
| Pierre Cardin (1922-2020) | couturier | 5e division  |                                                          |
| Marie-Antoine Carême (1784-1833) | cuisinier et pâtissier, fondateur du concept de la haute cuisine                                                            | 20e division |                                                          |
| Luis Casadesus (1850-1919) inhumé avec son épouse Mathilde Sénéchal (1850-1907) et plusieurs de leurs enfants, Francis Casadesus, Rose Casadesus (1873-1944), Robert Casadesus, Henri Casadesus, Marcel Casadesus, Cécile Casadesus (1884-1962) | typographe, comptable, chef d'orchestre de café-concert                                                                     | 28e division |                                                          |
| Jules-Antoine Castagnary (1830-1888) | critique d’art et journaliste                                                                                               | 18e division |                                                          |
| Philippe Castelli (1925-2006) | acteur | 25e division |                                                          |
| Monique Castillo (1948-2019) | philosophe | 10e division | Sépulture de Monique Castillo au Cimetière de Montmartre |
| Charles-Simon Catel (1773-1830) | compositeur | 30e division |                                                          |
| Patrick Cauvin (1932-2010) | romancier | 30e division |                                                          |
| Godefroi Cavaignac (1800-1845) | journaliste | 31e division |                                                          |
| François Cavé (1794-1875) | ingénieur et constructeur de locomotives                                                                                    | 25e division |                                                          |
| Hippolyte Cazaux (1770-1846) | colonel-major des Invalides, baron de l'Empire                                                                              | 31e division |                                                          |
| Gustave Gaspard Chaix d'Est-Ange (1832-1887) | avocat et homme politique                                                                                                   | 21e division |                                                          |
| Gustave Louis Chaix d'Est-Ange (1800-1876) | avocat et homme politique                                                                                                   | 21e division |                                                          |
| Napoléon Chaix (1807-1865) | imprimeur | 22e division |                                                          |
| Jacques Chambaz (1923-2004) | intellectuel et dirigeant communiste                                                                                        | division ?   |                                                          |
| Victor-Amand Chambellan (1810-1845) | peintre | 22e division |                                                          |
| Léon Chancerel (1886-1965) | auteur, acteur, metteur en scène                                                                                            | 30e division |                                                          |
| Jean-Baptiste Charcot (1867-1936) | explorateur des zones polaires                                                                                              | 29e division |                                                          |
| Jean-Martin Charcot (1825-1893) | neurologue, père de Jean-Baptiste Charcot                                                                                   | 29e division |                                                          |
| André Charlin (1903-1983) | ingénieur du son et un inventeur                                                                                            | 29e division |                                                          |
| Jacques Charon (1920-1975) | acteur et metteur en scène                                                                                                  | 29e division |                                                          |
| André Charron (1902-1965) | peintre | division ?   |                                                          |
| Théodore Chassériau (1819-1856) | peintre | 32e division |                                                          |
| Frédéric-Victor-Charles Chassériau (1807-1881) | historiographe de la Marine                                                                                                 | 32e division |                                                          |
| Arthur Chassériau (1850-1934) | collectionneur français et donateur du Musée du Louvre                                                                      | 32e division |                                                          |
| Henriette Chastel de Boinville (1773-1847), connue sous le nom d'Harriet de Boinville | femme britannique influente dans les salons littéraires de Londres et Paris                                                 | 19e division |                                                          |
| Gustave Chaudey (1817-1871) | magistrat et homme politique                                                                                                | 29e division |                                                          |
| Sergei Chepik (1953-2011) | artiste-peintre ukrainien naturalisé français                                                                               | 14e division |                                                          |
| Rose Chéri (1824-1861) | comédienne | 22e division |                                                          |
| Mathurin Cherpitel (1736-1809) | architecte | 3e division  |                                                          |
| Antoine Chevandier (1822-1893) | homme politique | 22e division |                                                          |
| Fred Chichin (1954-2007) | musicien, cocréateur du groupe les Rita Mitsouko                                                                            | 12e division |                                                          |
| Félix Chopin (1817-1892) | sculpteur et fondeur de bronze travaillant pour la famille impériale russe                                                  | 30e division |                                                          |
| Wojciech Chrzanowski (1793-1861) | officier et cartographe polonais                                                                                            | 5e division  |                                                          |
| Laure Cinthie Montalant dite Laure Cinti-Damoreau (1801-1863) | soprano française | 26e division |                                                          |
| Gabrielle Anna de Cisternes de Coutiras, marquise de Saint-Mars (1804-1872), connue sous le nom de plume de Comtesse Dash | femme de lettres, collaboratrice d’Alexandre Dumas et de Roger de Beauvoir                                                  | 23e division |                                                          |
| Louis Clapisson (1808-1866) | compositeur et collectionneur d'instruments anciens                                                                         | 28e division |                                                          |
| Henri Claudon (1864-1935) | général de brigade, chef de la mission militaire française aux États-Unis                                                   | 20e division |                                                          |
| Véra Clouzot (1913-1960) et Henri-Georges Clouzot (1907-1977) | réalisateur de cinéma | 30e division |                                                          |
| Raphaël Cluzel (1931-1996) | poète, scénariste et dialoguiste                                                                                            | 24e division |                                                          |
| Paul Codos (1896-1960) | aviateur et pionnier de l’aviation, détenteur de plusieurs records                                                          | 30e division |                                                          |
| Hippolyte-Raymond Colet (1808-1851) | compositeur, théoricien et professeur de musique                                                                            | 33e division |                                                          |
| Jenny Colon (1808-1842) | actrice et chanteuse lyrique                                                                                                | 22e division |                                                          |
| Louise-Marthe de Conflans, marquise de Coigny (1759-1832) | marquise puis duchesse de Coigny. Amie de Lauzun et modèle de la marquise de Merteuil dans Les Liaisons dangereuses         | 30e division |                                                          |
| Louis Conneau (1856-1930) | général de division, élevé au Palais des Tuileries inhumé avec le Prince Impérial                                           | 18e division |                                                          |
| Benjamin-Constant (1845-1902) | peintre français | 23e division |                                                          |
| Dominique Constanza (1948-2013) | actrice française de théâtre et de cinéma                                                                                   | 20e division |                                                          |
| Léonce-Lucien Cordier (1835-1893) | peintre français | 30e division |                                                          |
| Fernand Cormon (1845-1924) | peintre français | 9e division  |                                                          |
| Louis Courtois (1785-1859) | prestidigitateur belge | 8e division  |                                                          |
| Octave Courtois-Suffit (1856-1902) | architecte | 22e division |                                                          |
| Pierre-Antoine Cousteau (1906-1958) | journaliste et polémiste | 16e division |                                                          |
| Jules Coutan (1848-1939) | sculpteur | 25e division |                                                          |
| René Cresté (1881-1922) | acteur français de théâtre et de cinéma muet                                                                                | 26e division |                                                          |
| Anne-Théodore Crétu (1793-1878) | auteur dramatique | 29e division |                                                          |
| Michel-Victor Cruchet (1815 - 1899) | Sculpteur ornemaniste et ébéniste français                                                                                  | 22e division |                                                          |
| Louis Cuignet (1857 - 1936) | militaire et militant politique d'extrême droite                                                                            | 21e division |                                                          |
| Léon Curmer (1801-1870) | libraire et éditeur | 4e division  |                                                          |
| Marcel Cuvelier (1924-2015) | acteur et metteur en scène                                                                                                  | 25e division |                                                          |
| Alfred-Auguste Cuvillier-Fleury (1802-1887) | journaliste et critique littéraire français                                                                                 | 26e division |                                                          |

- Haut – A
- B
- C
- D
- E
- F
- G
- H
- I
- J
- K
- L
- M
- N
- O
- P
- Q
- R
- S
- T
- U
- V
- W
- X
- Y
- Z

### D
| Nom                                                                                            | Métier | Division                                                       | Photo |
| ---------------------------------------------------------------------------------------------- | --- | -------------------------------------------------------------- | ----- |
| Joséphine Jeanne Marguerite Daiguillon (Joséphine d'Aiguillon) comtesse de Lasalle (1771-1850) | épouse du général Antoine-Charles-Louis de Lasalle, mort à Wagram et inhumé aux Invalides, en 1re noce elle avait épousé le général Victor-Léopold Berthier   | 21e division                                                   |       |
| Dalida (Yolanda-Cristina Gigliotti, dite) (1933-1987)                                          | chanteuse et actrice | 18e division                                                   |       |
| Paul Édouard Damiguet de Vernon (1810-1866)                                                    | militaire | 25e division                                                   |       |
| Alexis Damour (1808-1902)                                                                      | minéralogiste | 26e division                                                   |       |
| Jean-Charles-Léon Danjoy (1806-1862)                                                           | architecte, un des premiers architectes attaché à la Commission des Monuments historiques (père du suivant)                                                   | 21e division                                                   |       |
| Eugène Gustave Edouard Danjoy (1838-1905)                                                      | architecte des Monuments historiques | 21e division                                                   |       |
| Daniel Darc (1959-2013)                                                                        | auteur, chanteur | 30e division                                                   |       |
| Pierre Daru (1767-1829)                                                                        | intendant de la maison impériale sous Napoléon Ier | 21e division                                                   |       |
| Napoléon Daru (1807-1890)                                                                      | homme politique | 21e division                                                   |       |
| François-Gustave Dauphin (1804-1859)                                                           | artiste peintre | 22e division                                                   |       |
| Jean Daurand (1913-1989)                                                                       | acteur surtout connu pour son rôle de l'inspecteur Dupuis dans la série Les Cinq Dernières Minutes                                                            | 9e division                                                    |       |
| Bertrand Dauvin (1933-1954)                                                                    | champion de vole-à-voile | 32e division                                                   |       |
| Édouard David (1794-1866)                                                                      | acteur, sociétaire de la Comédie-Française | 19e division                                                   |       |
| Albert Dawant (1852-1923)                                                                      | peintre et illustrateur | 1re division                                                   |       |
| Henri Daydé (1847-1924)                                                                        | ingénieur, constructeur métallique de ponts et du Grand Palais                                                                                                | 31e division                                                   |       |
| Dazincourt (1747-1809)                                                                         | acteur, sociétaire de la Comédie-Française | 19e division                                                   |       |
| Jean-Marc Debenedetti (1952-2009)                                                              | écrivain, poète, sculpteur et professeur de français | 30e division                                                   |       |
| Jean-Baptiste Debret (1768-1848)                                                               | peintre d'histoire et lithographe | 7e division                                                    |       |
| Joseph Decaisne (1807-1882) inhumé avec son frère Henri de Caisne (1799-1852)                  | botaniste français d'origine belge peintre d’histoire, de genre et de portrait belgee                                                                         | 21e division                                                   |       |
| Émile Decombes (1829-1912)                                                                     | pianiste et pédagogue français | 10e division                                                   |       |
| Jacques Decour (Daniel Decourdemanche) (1910-1942)                                             | écrivain, germaniste, résistant | 25e division                                                   |       |
| Louis Degallaix (1877-1951)                                                                    | peintre | 24e division                                                   |       |
| Edgar Degas (1834-1917)                                                                        | peintre et sculpteur | 4e division                                                    |       |
| Alfred Dehodencq (1822-1882)                                                                   | peintre et dessinateur | 22e division                                                   |       |
| Émile de La Bédollière (1812-1883)                                                             | écrivain, traducteur, journaliste | 26e division                                                   |       |
| Jean-Claude Delafon (1918-2011)                                                                | militaire, chef d'entreprises | 21e division                                                   |       |
| Pascal Delagarde (1845-1892) (Victor Paschal)                                                  | comédien et directeur de théâtre | 23e division                                                   |       |
| François Delaistre (1746-1832)                                                                 | sculpteur | 30e division                                                   |       |
| Pierre-Léon Delanneau (1846-1913)                                                              | général | 9e division                                                    |       |
| Paul Delaroche (1797-1856)                                                                     | peintre | 5e division                                                    |       |
| Théophile Delcassé (1852-1923)                                                                 | homme politique, artisan de l'Entente cordiale entre la France et la Grande-Bretagne                                                                          | 18e division                                                   |       |
| Léo Delibes (1836-1891)                                                                        | compositeur | 9e division                                                    |       |
| Théodore Deloffre (1787-1864)                                                                  | contre-amiral, préfet maritime de Cherbourg, membre du bureau des longitudes                                                                                  | 9e division                                                    |       |
| Albert Delpit (1849-1893)                                                                      | romancier et auteur dramatique | 28e division                                                   |       |
| François Delsarte (1811-1871)                                                                  | chanteur, pédagogue et théoricien du mouvement français | 9e division                                                    |       |
| Georges Demenÿ (1850-1917)                                                                     | photographe, inventeur, et précurseur du cinéma français | 9e division                                                    |       |
| Suzanne Denglos-Fau (1922-2002)                                                                | femme de lettres, journaliste, conférencière, critique d’art et littéraire, poète, présidente de la république de Montmartre, inhumé avec son époux André Fau | 21e division                                                   |       |
| Gustave Dennery (1863-1953)                                                                    | artiste peintre | 3e division                                                    |       |
| Ernest Denormandie (1821-1902)                                                                 | financier et homme politique français | 24e division                                                   |       |
| Maria Deraismes (1828-1894)                                                                    | féministe et femme de lettres | 31e division                                                   |       |
| Derval alias Hyacinthe d'Obigny de Ferrière (1801-1885)                                        | comédien | 21e division                                                   |       |
| Paul Derval (1880-1966) et Antonia Derval (1895-1986)                                          | comédien et producteur de théâtre | 3e division                                                    |       |
| Marceline Desbordes-Valmore (1786-1859)                                                        | poète et femme de lettres | 26e division                                                   |       |
| Eulalie Desbrosses (1766-1853)                                                                 | de la Comédie-Française | 19e division, auprès de son ami Dazincourt                     |       |
| Raymond Deslandes (1825-1890)                                                                  | journaliste, dramaturge et directeur de théâtre | 28e division                                                   |       |
| Adolphe Deslandres (1840-1911)                                                                 | compositeur et organiste | 25e division                                                   |       |
| Fernand Desmoulin (1853-1914)                                                                  | graveur et peintre | 1re division                                                   |       |
| Marie-Anne Detourbey, comtesse de Loynes (1837-1908)                                           | salonnière | 30e division                                                   |       |
| Georges Détré (1902-1987)                                                                      | aviateur, pilote militaire, pilote d'essai | 17e division                                                   |       |
| Émile Deutsh de la Meurthe (1847-1924)                                                         | financier français, créateur de la Cité universitaire à Paris                                                                                                 | 3e division                                                    |       |
| Charles Deval (1806-1862)                                                                      | médecin ophtalmologue | 29e division                                                   |       |
| Eugène Alexis Dévé (1826-1887)                                                                 | peintre | 28e division                                                   |       |
| Pierre Devilder (1922-2008)                                                                    | comédien | 30e division                                                   |       |
| Narcisse Diaz de la Pena (1807-1876)                                                           | peintre | 14e division                                                   |       |
| Eugène-Émile Diaz de la Pena (1837-1901)                                                       | compositeur et chef d’orchestre, fils du précédent | 14e division                                                   |       |
| Louis Diémer (1843-1919)                                                                       | pianiste et compositeur | 24e division                                                   |       |
| William Didier-Pouget (1864-1959)                                                              | peintre paysagiste | 5e division                                                    |       |
| Paul Georges Dieulafoy (1839-1911)                                                             | médecin, président de l'Académie nationale de médecine | 25e division                                                   |       |
| Armand Joseph Henri Digeon (1778-1836)                                                         | général, chevalier de l'Empire | 21e division                                                   |       |
| Jean Di Matteo (1911-1984)                                                                     | médecin cardiologue, membre de l'Académie nationale de médecine. Il est inhumé dans la même tombe que Serge Gas (1884-1964)                                   | 18e division                                                   |       |
| Gustave-Frédéric Dollfus (1850-1931)                                                           | géologue, malacologue et phycologue, président de la Société géologique de France                                                                             | 4e division                                                    |       |
| Monique Dorsel (1930-2025)                                                                     | comédienne belge, créatrice et directrice du Théâtre-Poème de Bruxelles                                                                                       | 10e division                                                   |       |
| François Laurent Marie Dorvault (1815-1879)                                                    | pharmacien, fondateur de la Pharmacie Centrale de France | 26e division                                                   |       |
| Jean-Pierre Doumerc (1767-1847)                                                                | général de division de cavalerie, comte de l'Empire | 25e division, avenue Travot, 1re ligne                         |       |
| Esprit Doutre (1811-1874)                                                                      | homme politique | 1re division                                                   |       |
| Hippolyte Dreyfus-Barney (1873-1928), né Hippolyte Isidore Dreyfus                             | premier Français à se convertir au bahaïsme | 2e division                                                    |       |
| Rosalie Drouot (1791-1826)                                                                     | peintre | division ?                                                     |       |
| Ernest Henri Dubois (1863-1930)                                                                | sculpteur et médailleur | 1re division                                                   |       |
| Maximilien Dubois Descours de la Maisonfort (1792-1848)                                        | général de division | 5e division, ligne 3, tombe 1, avenue Cordier                  |       |
| Jacques Duby (1922-2012)                                                                       | acteur | 23e division                                                   |       |
| Maxime Du Camp (1822-1894)                                                                     | écrivain polygraphe et photographe | 17e division                                                   |       |
| Joseph-Louis Duc (1802-1879)                                                                   | architecte | 21e division                                                   |       |
| Alice Ducasse (1841-1923)                                                                      | chanteuse d'opéra et enseignante | 29e division                                                   |       |
| Pierre Duclos (1929-1973) (pseudo : François de Boisvallée)                                    | compositeur | division ?                                                     |       |
| Louis Étienne Dulong de Rosnay (1780-1828)                                                     | lieutenant-général, baron (1813), comte (1827) | 31e division, avenue de la Croix, 6e ligne (tombeau à colonne) |       |
| Alexandre Dumas fils (1824-1895)                                                               | écrivain | 21e division                                                   |       |
| Victor Dumas (1831-1878)                                                                       | artiste peintre | 31e division                                                   |       |
| Charles Joseph Dumas-Vence (1823-1904)                                                         | contre-amiral | 5e division                                                    |       |
| Louis-Jules Dumoulin (1860-1924)                                                               | peintre | 31e division                                                   |       |
| Jacques Dupont, (1909-1978)                                                                    | artiste peintre et scénographe | 27e division                                                   |       |
| Marie Duplessis (1824-1847), née Rose Alphonsine Plessis                                       | courtisane, amante d'Alexandre Dumas, auquel elle a inspiré le personnage de la « La Dame aux camélias », et Franz Liszt                                      | 15e division                                                   |       |
| François Duprat (1940-1978)                                                                    | homme politique | 26e division                                                   |       |
| Jules Duprato (1827-1892)                                                                      | compositeur | 17e division                                                   |       |
| Gilbert Duprez (1806-1896)                                                                     | ténor, dramaturge et théoricien de la musique française | 12e division                                                   |       |
| Émile Durand (1830-1903)                                                                       | compositeur, professeur au Conservatoire, inhumé avec son épouse, la pianiste Louise Boieldieu                                                                | 32e division                                                   |       |
| Léon Durand (1846-1925)                                                                        | général, premier président de l'Union nationale des combattants (UNC)                                                                                         | 32e division                                                   |       |
| Émile Durand-Gréville (1838-1914), inhumé avec son épouse appelée Henry Gréville               | critique d’art français | 2e division                                                    |       |
| Paul Durand-Ruel (1831-1922)                                                                   | marchand d’art français | 9e division                                                    |       |
| Alfred Duvaux (1845-1901)                                                                      | sculpteur ornemaniste | 30e division                                                   |       |
| Pierre Dux (1908-1990)                                                                         | acteur et metteur en scène, inhumé avec sa mère, sociétaire de la Comédie-Française, Émilienne Dux et son épouse l'actrice Francine Bessy                     | 33e division                                                   |       |

- Haut – A
- B
- C
- D
- E
- F
- G
- H
- I
- J
- K
- L
- M
- N
- O
- P
- Q
- R
- S
- T
- U
- V
- W
- X
- Y
- Z

### E
| Nom                                 | Métier                              | Division     | Photo |
| ----------------------------------- | ----------------------------------- | ------------ | ----- |
| Fernand Engerand (1867-1938)        | homme politique, député du Calvados | 4e division  |       |
| Devy Erlih (1928-2012)              | violoniste                          | 27e division |       |
| Robert Esnault-Pelterie (1881-1957) | ingénieur aéronautique et inventeur | 21e division |       |

- Haut – A
- B
- C
- D
- E
- F
- G
- H
- I
- J
- K
- L
- M
- N
- O
- P
- Q
- R
- S
- T
- U
- V
- W
- X
- Y
- Z

### F
| Nom | Métier | Division     | Photo |
| --- | --- | ------------ | ----- |
| Jacques Fabbri (1925-1997) | comédien | 24e division |       |
| Gustave Fagniez (1842-1927) | historien | 23e division |       |
| Renée Falconetti (1892-1946) | comédienne | 16e division |       |
| Anaïs Fargueil (1819-1896) | comédienne | 24e division |       |
| Jean Marie Joseph Farina (1785-1864) | fabricant de l'eau de Cologne, concession à perpétuité nos 368 et 750-1881                                                                     | 20e division |       |
| André Fau (1896-1982) | artiste peintre, céramiste d’art, architecte, poète, inhumé avec son épouse Suzanne Denglos-Fau                                                | 21e division |       |
| Olivier Ferrand (1896-1982) | fondateur et président de Terra Nova, député                                                                                                   | 24e division |       |
| Christine Fersen (1944-2008) | comédienne, sociétaire de la Comédie française                                                                                                 | 24e division |       |
| Georges Feydeau (1862-1921) | auteur dramatique | 30e division |       |
| Alain Feydeau (1934-2008) | comédien, metteur en scène, écrivain | 30e division |       |
| Jacques-Eugène Feyen (1815-1908) et Augustin Feyen-Perrin (1826-1888)                                                                                                   | peintre, photographe et peintre, graveur, illustrateur                                                                                         | 18e division |       |
| Maurice Finat (1894-1935) | aviateur | 30e division |       |
| Delphine Fix (1831-1864) | comédienne, sociétaire de la Comédie française, concession à perpétuité nos 593-611-983-1864                                                   | 3e division  |       |
| Eugène Flachat (1802-1873) | ingénieur | 29e division |       |
| Charles de Flahaut (1785-1870) | diplomate et militaire | 2e division  |       |
| Aimé Samuel Forney (1819-1879) | industriel français d'origine suisse | 23e division |       |
| Léon Foucault (1819-1868) | physicien | 7e division  |       |
| Jean-Louis Foulquier (1943-2013) | animateur de radio et producteur musical | 5e division  |       |
| Charles Fourier (1772-1837) | philosophe utopiste | 23e division |       |
| Alexandre-Évariste Fragonard (1783-1850) | peintre, architecte et sculpteur, fils de Jean-Honoré Fragonard                                                                                | 21e division |       |
| Jean-Honoré Fragonard (1732-1806) | peintre, sa tombe disparue vers le milieu du XIXe siècle, une plaque cénotaphe est apposée sur le mur de l'emplacement où se trouvait la tombe | 19e division |       |
| Auguste-Joseph Franchomme Sa tombe accueille également son double gendre Édouard André (1840-1911), paysagiste, créateur de très nombreux jardins dans le monde entier. | violoncelliste | 23e division |       |
| Annie Fratellini (1932-1997) | propriétaire et directrice des cirques Fratellini                                                                                              | 24e division |       |
| Christophe Fratin (1800-1864) | sculpteur | 25e division |       |
| Carole Fredericks (1952-2001) | chanteuse | 23e division |       |

- Haut – A
- B
- C
- D
- E
- F
- G
- H
- I
- J
- K
- L
- M
- N
- O
- P
- Q
- R
- S
- T
- U
- V
- W
- X
- Y
- Z

### G
| Nom                                                                 | Métier                                                                                   | Division | Photo |
| ------------------------------------------------------------------- | ---------------------------------------------------------------------------------------- | --- | ----- |
| Michel Galabru (1922-2016)                                          | acteur                                                                                   | 32e division |       |
| France Gall (1947-2018)                                             | chanteuse                                                                                | 29e division |       |
| Robert Gall (1918-1990)                                             | parolier, père de France Gall                                                            | 22e division |       |
| Louis Galichet dit Henri Galli (1853-1922)                          | journaliste , homme de lettres et homme politique                                        | 3e division |       |
| Léon Gandillot (1862-1912)                                          | auteur dramatique                                                                        | 31e division |       |
| Albert de Garaudé (1821-1854)                                       | musicien et compositeur                                                                  | 22e division |       |
| Alexis de Garaudé (1779-1852)                                       | professeur de chant et compositeur                                                       | 22e division |       |
| Pauline Garcia-Viardot (1821-1910)                                  | chanteuse d'opéra, compositrice                                                          | 28e division |       |
| Ambroise Louis Garneray (1783-1857)                                 | corsaire, peintre de marine, dessinateur, graveur et écrivain                            | 7e division |       |
| Adolphe Garnier (1801-1864)                                         | philosophe universitaire                                                                 | 21e division |       |
| Joseph Garnier (1813-1881)                                          | économiste et homme politique                                                            | 9e division |       |
| Roger Gaucheron (1891-1946)                                         | diplomate                                                                                | 1re division |       |
| Théophile Gautier (1811-1872)                                       | écrivain                                                                                 | 3e division |       |
| Constanze Geiger (1835-1890) Constance de Saxe-Cobourg et Gotha     | pianiste, comédienne, compositrice et chanteuse                                          | 33e division |       |
| Jean-Léon Gérôme (1824-1904)                                        | peintre                                                                                  | 18e division |       |
| Hector Giacomelli (1822-1904)                                       | peintre, aquarelliste, graveur, illustrateur, connu surtout pour ses peintures d'oiseaux | 32e division |       |
| Alphonse Gibory (1873-1952)                                         | directeur de la photographie français                                                    | 22e division |       |
| Józef Jan Giedroyć (1808-1849)                                      | prince polonais                                                                          | 17e division |       |
| Eugène Gigout (1844-1925)                                           | compositeur et organiste                                                                 | 18e division |       |
| Émile de Girardin (1806-1881) et Delphine Gay (1804-1855)           | homme politique et écrivaine                                                             | 12e division |       |
| Pierre-Antoine Godard-Desmarest (1767-1850)                         | entrepreneur et manufacturier propriétaire de la Verrerie de Baccarat                    | 25e division |       |
| Eugène Godebœuf (1809-1879)                                         | architecte français                                                                      | 12e division |       |
| Alexis Godillot (1816-1893)                                         | entrepreneur et manufacturier français                                                   | 27e division |       |
| Mitty Goldin (1895-1956)                                            | directeur de salle de spectacle                                                          | 30e division |       |
| Marie Goldschmidt (1880-1917)                                       | aéronaute française                                                                      | 3e division |       |
| José Melchor Gomis (es) (1791-1836)                                 | compositeur espagnol                                                                     | 21e division |       |
| Edmond de Goncourt (1822-1896)                                      | auteur, éditeur, fondateur de l'académie Goncourt, enterré avec son frère                | 13e division |       |
| Jules de Goncourt (1830-1870)                                       | auteur, éditeur, frère d'Edmond de Goncourt                                              | 13e division |       |
| Emmanuel Gonzalès (1815-1887)                                       | romancier, feuilletoniste et dramaturge                                                  | 21e division |       |
| Amédée Gordini (1899-1862)                                          | mécanicien et pilote préparateur d'automobile                                            | 2e division |       |
| Nicolas Gosse (1787-1878)                                           | peintre                                                                                  | 12e division |       |
| Michel Goudchaux (1797-1862)                                        | banquier et homme politique, ministre de la Deuxième République                          | 3e division |       |
| Élisa Gougibus (1805-1886)                                          | actrice "Madame Leménil"                                                                 | 21e division |       |
| Ernest Goüin (1815-1885)                                            | ingénieur polytechnicien, entrepreneur et constructeur                                   | 14e division |       |
| Léon Gozlan (1803-1866)                                             | écrivain                                                                                 | 21e division |       |
| Catherine Gradwohl dite Catherine David (1949-2023)                 | romancière, essayiste, critique littéraire et pianiste amateur franco-américaine         | 22e division |       |
| Jacques-Joseph Grancher (1843-1907)                                 | pédiatre                                                                                 | 23e division |       |
| Jeanne Granier (1852-1939)                                          | chanteuse et comédienne                                                                  | 20e division |       |
| Menie Grégoire (1919-2014)                                          | journaliste et écrivaine                                                                 | 32e division |       |
| Jean-Baptiste Greuze (1725-1805)                                    | peintre                                                                                  | 27e division |       |
| Henry Gréville (1842-1902), pseudonyme d’Alice Marie Céleste Fleury | écrivaine                                                                                | 2e division |       |
| Charles Louis Joseph Olivier Guéhéneuc (1783-1849)                  | général français du Premier Empire et de la Restauration, comte de l'Empire              | 4e division |       |
| Jules Guérin (1860-1910)                                            | homme politique nationaliste                                                             | 9e division |       |
| Charlemagne Oscar Güet (1801-1871)                                  | artiste peintre, peintre de genre et de paysage                                          | 26e division |       |
| Gustave Guillaumet (1840-1887)                                      | peintre                                                                                  | 21e division. Selon André Michel, « le chef-d'œuvre de Louis-Ernest Barrias : cette Fille de Bou Saâda, accroupie et jetant d'un geste triste et affectueux des fleurs sur le tombeau du peintre » |       |
| Charles Guillemaut (1809-1886)                                      | général et homme politique                                                               | 11e division |       |
| Guillaume Guillon Lethière (1760-1832)                              | peintre et directeur de l'Académie de France à Rome                                      | 16e division |       |
| Jean-Baptiste Guindey (1785-1813)                                   | hussard français des guerres napoléoniennes                                              | 27e division |       |
| Lucien Guitry (1860-1925)                                           | comédien, père de Sacha Guitry                                                           | 1re division |       |
| Sacha Guitry (1885-1957)                                            | acteur, réalisateur de cinéma, enterré avec son père                                     | 1re division |       |
| Charles Gumery (1827-1871)                                          | sculpteur                                                                                | 8e division |       |
| John Gunning (1773-1863)                                            | chirurgien militaire britannique                                                         | 32e division |       |

- Haut – A
- B
- C
- D
- E
- F
- G
- H
- I
- J
- K
- L
- M
- N
- O
- P
- Q
- R
- S
- T
- U
- V
- W
- X
- Y
- Z

### H
| Nom                                                                                    | Métier | Division     | Photo |
| -------------------------------------------------------------------------------------- | --- | ------------ | ----- |
| Daniel Halévy (1872-1962)                                                              | historien et essayiste français | 3e division  |       |
| Jacques Halévy (1799-1862)                                                             | compositeur | 3e division  |       |
| Ludovic Halévy (1834-1908)                                                             | écrivain et librettiste d'opéra français | 3e division  |       |
| Jean Hamburger (1909-1992)                                                             | médecin et écrivain, membre de l'Académie française, père de Michel Berger, enterré à côté de son fils et de sa petite-fille Pauline Hamburger. Il est inhumé avec sa seconde épouse, Catherine Deschamps, à côté de la tombe de son fils Bernard Hamburger et de sa première femme, Annette Haas | 29e division |       |
| Bernard Hamburger (1940-1982)                                                          | architecte, fils de Jean Hamburger et d'Annette Haas, frère de Michel Berger. Il est inhumé avec sa mère, à côté de la tombe de son père. | 29e division |       |
| Emmanuel Hannaux (1855-1934)                                                           | sculpteur et médailleur | 3e division  |       |
| Paul Hannaux (1897-1954)                                                               | peintre, illustrateur et décorateur | 3e division  |       |
| Charles Benoît Hase (1780-1864)                                                        | philologue et archéologue d'origine allemande, membre de l'Académie des inscriptions et belles-lettres | 23e division |       |
| Ernest Havet (1813-1889) et son fils, Julien Havet (1853-1893)                         | historiens | 18e division |       |
| Peter Andreas Heiberg (1758-1841)                                                      | écrivain et linguiste danois | 9e division  |       |
| Heinrich Heine (1797-1856)                                                             | poète allemand | 27e division |       |
| Antoine-Julien Hénard (1812-1900)                                                      | architecte de la Ville de Paris | 23e division |       |
| Ernest Hendlé (1844-1900)                                                              | préfet | division ?   |       |
| Jean-Jacques Henner (1829-1905)                                                        | peintre | 5e division  |       |
| Émile Alexandre Herbillon (1825-1893) et son fils Émile Emmanuel Herbillon (1867-1956) | militaire | 5e division  |       |
| Paul Henrion (1819-1901)                                                               | compositeur et l'un des fondateurs de la SACEM | 17e division |       |
| Jacques François Édouard Hervieux (1818-1905)                                          | médecin | division 1   |       |
| Nicolas Heurteloup (1750-1812)                                                         | médecin et chirurgien militaire | division 22  |       |
| Jacques Hittorff (1792-1867)                                                           | architecte français (gare du Nord) | 4e division  |       |
| Maurice Horgues (1923-2002)                                                            | chansonnier | 19e division |       |
| La Houppa, alias Marcelle Capronnier (1900-1987)                                       | chanteuse, artiste de music-hall et actrice de cinéma, française des années 1930 | 20e division |       |
| Louis Marie Charles Hurault de Sorbée (1830-1910)                                      | général | 21e division |       |
| François Alexandre Hurel (1774-1847)                                                   | lieutenant général et baron de l'Empire | 24e division |       |
| Henri Huvelin (1786-1850)                                                              | normalien, prêtre, curé de la paroisse Saint-Augustin, confesseur de Charles de Foucauld et Émile Littré, | 23e division |       |

- Haut – A
- B
- C
- D
- E
- F
- G
- H
- I
- J
- K
- L
- M
- N
- O
- P
- Q
- R
- S
- T
- U
- V
- W
- X
- Y
- Z

### I
| Nom                                              | Métier                                                                 | Division     | Photo |
| ------------------------------------------------ | ---------------------------------------------------------------------- | ------------ | ----- |
| Daniel Iffla dit Daniel Osiris (1825-1907        | financier et mécène                                                    | 3e division  |       |
| Édouard Ignace (1862-1924)                       | homme politique, sous-secrétaire d’État à la justice militaire en 1917 | 3e division  |       |
| Bernard-Marthe Imbert de Saint-Amand (1788-1864) | général                                                                | 20e division |       |
| Arthur-Léon Imbert de Saint-Amand (1834-1900)    | diplomate et historien                                                 | 20e division |       |
| François-André Isambert (1792-1857)              | homme politique                                                        | 11e division |       |
| Daniel Ivernel (1920-2000)                       | comédien                                                               | 9e division  |       |

- Haut – A
- B
- C
- D
- E
- F
- G
- H
- I
- J
- K
- L
- M
- N
- O
- P
- Q
- R
- S
- T
- U
- V
- W
- X
- Y
- Z

### J
| Nom                                                                        | Métier | Division     | Photo |
| -------------------------------------------------------------------------- | --- | ------------ | ----- |
| Louis Emmanuel Jadin (1768-1853)                                           | compositeur, violoniste, claveciniste, pianiste et pédagogue                                                         | 10e division |       |
| Louis Godefroy Jadin (1805-1882)                                           | peintre animalier et peintre paysagiste                                                                              | 10e division |       |
| Alexandre Janson de Sailly (1782-1829)                                     | avocat parisien dont le legs a permis la fondation du lycée Janson-de-Sailly                                         | 29e division |       |
| Antoine-Gabriel Jars (1774-1857)                                           | Maire de Lyon en 1815, puis député du Rhône                                                                          | 5e division  |       |
| Caroline Jaubert (1803-1882)                                               | salonnière, la « marraine d'Alfred de Musset »                                                                       | 30e division |       |
| Nicolas Jełowicki (1794-1867)                                              | écrivain et journaliste polonais                                                                                     | division ?   |       |
| Laurence Jerrold (1873-1918)                                               | journaliste-reporter et critique d'art britannique                                                                   | 12e division |       |
| Frères Johannot, Charles (1789-1824), Alfred (1800-1837), Tony (1803-1852) | graveurs, Alfred et Tony sont aussi peintres                                                                         | 3e division  |       |
| André Jolivet (1905-1974)                                                  | compositeur | 27e division |       |
| Jean-Baptiste Prosper Jollois (1776-1842)                                  | ingénieur et égyptologue                                                                                             | 12e division |       |
| Antoine de Jomini (1779-1869)                                              | général suisse d'origine italienne ayant combattu au côté de Napoléon puis du tsar, enfin conseiller de Napoléon III | 11e division |       |
| Victorin de Joncières (1839-1903)                                          | compositeur | 12e division |       |
| Joseph Joubert (1754-1824)                                                 | moraliste | division ?   |       |
| Elise Jouhandeau dite Élisabeth Toulemont (1888-1971)                      | danseuse, écrivain                                                                                                   | 30e division |       |
| Marcel Jouhandeau (1888-1979)                                              | écrivain | 30e division |       |
| Esprit Jouffret (1837-1904)                                                | mathématicien, polytechnicien, militaire                                                                             | 22e division |       |
| Amable Jourdain (Bréchillet Jourdain) (1788-1818)                          | historien et orientaliste                                                                                            | 21e division |       |
| Charles Jourdain (Bréchillet Jourdain) (1817-1886)                         | philosophe et littérateur, membre de l'Académie des inscriptions et belles-lettres                                   | 21e division |       |
| Roger Jourdain (1845-1918)                                                 | peintre et illustrateur                                                                                              | 21e division |       |
| Louis Jouvet (1887-1951)                                                   | acteur | 14e division |       |
| Achille Jubinal (1810-1875)                                                | historien et homme politique                                                                                         | 15e division |       |
| Anna Judic (1849-1911)                                                     | comédienne et chanteuse                                                                                              | 25e division |       |
| Laure Junot d'Abrantès (1784-1838)                                         | mémorialiste française                                                                                               | 22e division |       |

- Haut – A
- B
- C
- D
- E
- F
- G
- H
- I
- J
- K
- L
- M
- N
- O
- P
- Q
- R
- S
- T
- U
- V
- W
- X
- Y
- Z

### K
| Nom                                      | Métier | Division     | Photo |
| ---------------------------------------- | --- | ------------ | ----- |
| Gilles Kahn (1946-2006)                  | premier chercheur en informatique élu membre de l'Académie des sciences                                                                                 | division ?   |       |
| Miecislas Kamieński (1833-1859)          | jeune soldat volontaire du 1er régiment étranger, tué à la bataille de Magenta, dont le tombeau est surtout connu pour sa sculpture de Jules Franceschi | 5e division  |       |
| Sophie Hedvig Karsten (1783-1862)        | musicienne et danseuse suédoise | 22e division |       |
| Joseph Kaszyc (1795-1868)                | noble polonais ayant participé à la campagne de Russie et à l'insurrection de Novembre                                                                  | 19e division |       |
| Margaret Kelly (1910-2004)               | Margaret Kelly Leibovici est la fondatrice des « Bluebell Girls » du Lido à Paris                                                                       | 13e division |       |
| Joseph Kelm (1805-1882)                  | chanteur et acteur | 3e division  |       |
| Jørgen von Cappelen Knudtzon (1784-1854) | homme d'affaires norvégien et mécène | 32e division |       |
| Philippe Koechlin (1938-1996)            | fondateur du magazine Rock & Folk | 22e division |       |
| Marie Pierre Kœnig (1898-1970)           | maréchal de France | 20e division |       |
| Bernard-Marie Koltès (1948-1989)         | auteur dramatique | 14e division |       |
| Joseph Kosma (1905-1969)                 | compositeur hongrois naturalisé français en 1946 | 20e division |       |
| Henri Kowalski (1841-1916)               | compositeur franco-polonais | 25e division |       |

- Haut – A
- B
- C
- D
- E
- F
- G
- H
- I
- J
- K
- L
- M
- N
- O
- P
- Q
- R
- S
- T
- U
- V
- W
- X
- Y
- Z

### L
| Nom                                                                                            | Métier | Division                                                | Photo |
| ---------------------------------------------------------------------------------------------- | --- | ------------------------------------------------------- | ----- |
| Berthe de La Baume (1860-1911)                                                                 | peintre | 10e division                                            |       |
| Eugène Labiche (1815-1888)                                                                     | écrivain, dramaturge (auteur de théâtre), membre de l'Académie française | 17e division                                            |       |
| Michèle Lacrosil (1911-2012)                                                                   | écrivain | 10e division                                            |       |
| Dominique Laffin (1952-1985)                                                                   | actrice | 21e division                                            |       |
| Charles Nicolas Lafond (1774-1835)                                                             | peintre | 25e division                                            |       |
| Pierre-Chéri Lafont (1797-1873)                                                                | comédien | 2e division                                             |       |
| Sophie Lalive de Bellegarde, comtesse d'Houdetot (1730-1813)                                   | salonnière | 21e division                                            |       |
| Adolphe Lalyre (1848-1933)                                                                     | peintre | 1re division                                            |       |
| Arsène Lambert (1834-1901)                                                                     | général | 5e division                                             |       |
| Charles Lamoureux (1834-1899)                                                                  | violoniste, chef d'orchestre | 29e division                                            |       |
| Jean Lannes (1769-1809) 1er duc de Montebello                                                  | maréchal de France (seul le cœur a été déposé dans le caveau familial. Son corps se trouve au Panthéon)                                                                                     | 4e division                                             |       |
| Napoléon Lannes (1801-1874) 2e duc de Montebello                                               | diplomate et homme politique | 4e division                                             |       |
| Louis Gustave Lannes de Montebello (1838-1907) marquis de Montebello                           | diplomate | 4e division                                             |       |
| Louise Lara (1876-1952)                                                                        | actrice de théâtre et de cinéma française | 26e division                                            |       |
| Charles César de Fay de La Tour-Maubourg (1756-1831)                                           | lieutenant général et pair de France | 21e division                                            |       |
| Pierre-Léonard Laurecisque (1797-1860)                                                         | architecte | 1re division                                            |       |
| Marie Laurent (1825-1904)                                                                      | actrice de théâtre | 10e division                                            |       |
| Gérard La Viny (1933-2009)                                                                     | chanteur - compositeur | 16e division                                            |       |
| Léon Laya (1810-1872)                                                                          | auteur dramatique | 15e division                                            |       |
| Gérard Lebrun (1930-1999)                                                                      | philosophe et historien franco-brésilien | 23e division inhumé avec son beau-frère Marcel Bluwal   |       |
| Bernard Lecache (1895-1968)                                                                    | journaliste, fondateur de la Ligue internationale contre l'antisémitisme (LICA) | 20e division                                            |       |
| Edme Jean Leclaire (1801-1872)                                                                 | chef d'entreprise | 32e division inhumé avec son beau-frère Marcel Bluwal   |       |
| Cyril LeFebvre (1947-2012)                                                                     | musicien et compositeur | 10e division                                            |       |
| Jules Lefebvre (1934-1912)                                                                     | peintre et professeur à l'École des Beaux-Arts de Paris et à l'Académie Julian | 14e division                                            |       |
| Jean Le Fustec (1855-1910)                                                                     | journaliste, militant politique et culturel breton | 21e division                                            |       |
| Jacques Legras (1924-2006)                                                                     | acteur et membre de la troupe des Branquignols | 31e division                                            |       |
| Joachim Lelewel (1786-1861)                                                                    | historien, numismate et politicien polonais | 13e division Le corps a été transféré à Vilnius en 1938 |       |
| Gilbert Lely (1904-1985)                                                                       | poète | 5e division                                             |       |
| Frédérick Lemaître (1800-1876)                                                                 | acteur | 28e division                                            |       |
| Charles Lemarquier (1870-1952)                                                                 | statuaire, grand prix de Rome | 33e division                                            |       |
| Louis Leménil (1804-1872)                                                                      | comédien | 21e division                                            |       |
| Jean Le Marois (1776-1836)                                                                     | général et député | 19e division                                            |       |
| Jean-Baptiste Lepère (1761-1844)                                                               | architecte | 4e division                                             |       |
| Jean Le Poulain (1924-1988)                                                                    | comédien français | 5e division                                             |       |
| Paul-Louis Leroux (1819-1874)                                                                  | artiste dramatique, sociétaire et doyen de la Comédie Française | 30e division                                            |       |
| Camille Le Senne (1851-1931)                                                                   | auteur et critique dramatique | 14e division                                            |       |
| Guillaume Guillon Lethière (1807-1832) il est inhumé avec son père, Pierre Guillon Léthière    | peintre et directeur de l'Académie de France à Rome | 16e division                                            |       |
| Nicolas-Prosper Levasseur (1791-1871)                                                          | chanteur d'opéra français | 25e division                                            |       |
| Pierre Levassor (1808-1870)                                                                    | acteur français | 22e division                                            |       |
| Jeanne-Émilie Leverd (1788-1843) dans la tombe commune des Sociétaires de la Comédie-Française | actrice, sociétaire de la Comédie-Française | 19e division                                            |       |
| David Lévi Alvarès (1794-1870)                                                                 | pédagogue français | 3e division                                             |       |
| Maurice Lévis (1860-1941)                                                                      | peintre et aquarelliste | 23e division                                            |       |
| Gustave Levy (1819-1894)                                                                       | graveur | 3e division                                             |       |
| Léon-Albert Lhôte, (1828-1900)                                                                 | violoniste et compositeur, sous-chef du secrétariat au Conservatoire de musique, inhumé avec sa mère, Adeline Joséphine Denise Lhote, artiste dramatique, professeur de musique (1809-1881) | 4e division                                             |       |
| Emma Livry (1841-1863)                                                                         | ballerine française | 31e division, sépulture Emarot                          |       |
| Lockroy, alias Joseph-Philippe Simon (1803-1891)                                               | acteur et dramaturge | 21e division                                            |       |
| Dany Logan (1942-1984)                                                                         | chanteur du groupe Les Pirates (groupe) | 5e division                                             |       |
| Michael Lonsdale (1931-2020)                                                                   | acteur franco-britannique | 4e division                                             |       |
| Francis Lopez (1916-1995)                                                                      | compositeur | 31e division                                            |       |

- Haut – A
- B
- C
- D
- E
- F
- G
- H
- I
- J
- K
- L
- M
- N
- O
- P
- Q
- R
- S
- T
- U
- V
- W
- X
- Y
- Z

### M
| Nom | Métier | Division     | Photo |
| --- | --- | ------------ | ----- |
| Charles Malherbe (1853–1911) Il est inhumé dans la tombe de son grand-père, Charles Mozin                      | violoniste, musicologue, compositeur | 5e division  |       |
| Siméon Mannoury (1788–1852)                                                                                    | fondateur du "Petit Saint-Thomas", pionnier des grands magasins parisiens | 5e division  |       |
| Charles Manry (1823-1866)                                                                                      | compositeur de musique sacrée | 5e division  |       |
| Paul Mantz (1821-1895)                                                                                         | historien de l'art | 9e division  |       |
| Lucie Manvel (1863-1943)                                                                                       | comédienne française de théâtre | 5e division  |       |
| Charles Chrétien Henri Marc (1771-1840)                                                                        | premier médecin du roi Louis-Philippe | 15e division |       |
| Édouard Marchand (1859-1905)                                                                                   | directeur des Folies Bergère, et à partir du 1er septembre 1894 de la Scala, de l’Eldorado | 21e division |       |
| Léopold Marchand (1891-1952)                                                                                   | dramaturge, scénariste et dialoguiste français, fils d'Édouard Marchand | 21e division |       |
| Paul Marchand (1961-2009)                                                                                      | journaliste | division ?   |       |
| Lana Marconi (1917-1990)                                                                                       | actrice française, 5e épouse de Sacha Guitry, enterrée avec lui, son frère Jean Guitry et leur père, Lucien Guitry                                                                                | 1re division |       |
| Henri Maréchal (1859-1933)                                                                                     | ingénieur des ponts et chaussées spécialisé dans l'emploi de l'électricité (éclairage de l'avenue de l'Opéra, trottoir roulant de l'Exposition universelle de 1900)                               | 21e division |       |
| Eddy Marnay (1920-2003)                                                                                        | auteur de chansons | 21e division |       |
| Gaston Marquet (1848-1923)                                                                                     | peintre français | 28e division |       |
| Mary Marquet (1894-1979)                                                                                       | actrice française | 23e division |       |
| Armand Marrast (1801-1852)                                                                                     | journaliste et homme politique, maire de Paris et président de l'Assemblée nationale constituante en 1848                                                                                         | 21e division |       |
| Édouard-Alfred Martel (1859-1938)                                                                              | fondateur de la spéléologie | 22e division |       |
| Félix Martin-Sabon (1846-1933)                                                                                 | ingénieur et photographe | 7e division  |       |
| Lambert Joseph Massart (1811-1892)                                                                             | violoniste | 22e division |       |
| Victor Massé (1822-1884)                                                                                       | compositeur, et professeur de composition au conservatoire de Paris | 26e division |       |
| Georges Mathieu (1921-2012)                                                                                    | peintre | 13e division |       |
| Jean Édouard Alexandre Matuszyński (1808-1842)                                                                 | médecin polonais, ami de Frédéric Chopin | 25e division |       |
| Geronimo Medrano (1849-1912)                                                                                   | clown et créateur du cirque Medrano | 2e division  |       |
| Henri Meilhac (1831-1897)                                                                                      | auteur dramatique | 21e division |       |
| Pierre-Jules Mêne (1810-1879) inhumé avec son gendre Auguste Cain                                              | sculpteur | 21e division |       |
| Claude François de Méneval (2 avril 1778 - Paris † 18 juin 1850 - Paris)                                       | secrétaire intime de Napoléon Ier et son plus proche collaborateur de 1802 à 1813, était un mémorialiste du XIXe siècle                                                                           | 19e division |       |
| Joseph Méry (1797-1866)                                                                                        | journaliste, romancier, poète, dramaturge et librettiste | 28e division |       |
| Pierre-Marie-Nicolas, dit Théodore Michelot (1797-1866), inhumé avec son épouse, la comédienne Jenny Boissière | comédien, sociétaire puis doyen de la Comédie-Française | 21e division |       |
| Jean-Baptiste Migeon (1768-1845)                                                                               | industriel et homme politique français | 31e division |       |
| Jules Migeon (1815-1868)                                                                                       | homme de lettres, d'affaires et homme politique français | 31e division |       |
| Aimé Millet (1819-1891)                                                                                        | sculpteur, médailleur et peintre | 22e division |       |
| Jules Isaac Mirès (1809-1871)                                                                                  | banquier, homme de presse et financier compromis dans un scandale financier | 22e division |       |
| Paul Marie Mirouel (1869-1958)                                                                                 | lieutenant-colonel d'artillerie | 22e division |       |
| Jean-François Mocquard (1791-1864)                                                                             | diplomate, sous-préfet, homme politique et chef de cabinet de Napoléon III | 31e division |       |
| Théodore Monbinne (1803-1876)                                                                                  | caissier d'agent de change dont le don a permis la création du prix Monbinne de l'Institut | 9e division  |       |
| Max Montavon (1926-1983)                                                                                       | acteur | 5e division  |       |
| Maurice Montégut, (1855-1911)                                                                                  | poète et romancier | 9e division  |       |
| Louis-Gabriel Montigny (1784-1846)                                                                             | chef de bataillon, directeur du Moniteur de l'armée, il devient journaliste, auteur dramatique et écrivain, il est inhumé avec son gendre, le général Joseph-Augustin-Eugène Daguerre (1814-1879) | 22e division |       |
| Charlotte de Montmorency-Luxembourg (1752-1829)                                                                | duchesse de Montmorency | 29e division |       |
| César Moreau (1791-1860)                                                                                       | économiste et statisticien français | 7e division  |       |
| Gustave Moreau (1826-1898)                                                                                     | peintre | 22e division |       |
| Jeanne Moreau (1928-2017)                                                                                      | actrice, chanteuse et réalisatrice française | 21e division |       |
| Monique Morelli (1923-1993)                                                                                    | chanteuse française | 9e division  |       |
| Aimé Nicolas Morot (1850-1913)                                                                                 | peintre | 18e division |       |
| Ferdinand-Henry Mortelèque                                                                                     | chimiste inventeur des procédés de peinture sur lave émaillée, peintre sur porcelaine | 5e division  |       |
| Fanny Mosselman, comtesse Le Hon (1808-1880)                                                                   | maîtresse en titre du duc de Morny | 30e division |       |
| Charles Mozin (1806-1862)                                                                                      | peintre, dessinateur et lithographe | 5e division  |       |
| Théodore Mozin (1818-1850)                                                                                     | musicien et compositeur, 2e grand prix de Rome en 1841, professeur au conservatoire de Paris | 4e division  |       |
| Henri Murger (1822-1861)                                                                                       | écrivain | 5e division  |       |
| Louis François Félix Musnier de La Converserie (1766-1837)                                                     | général de la Révolution et de l'Empire | 32e division |       |

- Haut – A
- B
- C
- D
- E
- F
- G
- H
- I
- J
- K
- L
- M
- N
- O
- P
- Q
- R
- S
- T
- U
- V
- W
- X
- Y
- Z

### N
| Nom                               | Métier                                                                                            | Division                     | Photo |
| --------------------------------- | ------------------------------------------------------------------------------------------------- | ---------------------------- | ----- |
| Édouard Nadaud (1862-1928)        | violoniste                                                                                        | 13e division                 |       |
| Sigismond von Neukomm (1778-1858) | compositeur autrichien                                                                            | 22e division, tombe disparue |       |
| Alphonse de Neuville (1835-1885)  | peintre                                                                                           | 23e division                 |       |
| Louis Niedermeyer (1802-1861)     | compositeur                                                                                       | 9e division                  |       |
| Vaslav Nijinski (1890-1950)       | danseur de ballet et chorégraphe russe d'origine polonaise                                        | 22e division                 |       |
| Jacques Noël (1924-2011)          | décorateur de théâtre                                                                             | 14e division                 |       |
| Masamichi Noro (1935-2013)        | fondateur du Kinomichi et a été l'élève interne de maître Morihei Ueshiba (fondateur de l'aïkido) | division ?                   |       |
| Adolphe Nourrit (1802-1839)       | chanteur d'opéra                                                                                  | 22e division                 |       |
| Louis Nourrit (1780-1831)         | chanteur d'opéra, père du précédent                                                               | 22e division                 |       |
| Eugène Nyon, (1812-1870)          | vaudevilliste et romancier                                                                        | 26e division                 |       |

- Haut – A
- B
- C
- D
- E
- F
- G
- H
- I
- J
- K
- L
- M
- N
- O
- P
- Q
- R
- S
- T
- U
- V
- W
- X
- Y
- Z

### O
| Nom                             | Métier | Division     | Photo |
| ------------------------------- | --- | ------------ | ----- |
| Louis-Henri Obin (1820-1895)    | chanteur lyrique de l'opéra de Paris et professeur au conservatoire. Il repose près de la tombe de son ami, le baryton Marc Bonnehée. Le monument funéraire est dans le goût égyptien, en souvenir du Moïse de Rossini qu'il avait si magistralement interprété | division ?   |       |
| Dimitri Obreskoff (1790-1864)   | officier et homme d'état russe | 22e division |       |
| Jacques Offenbach (1819-1880)   | compositeur | 9e division  |       |
| Ruwen Ogien (1947-2017)         | philosophe libertaire français | 11e division |       |
| Takanori Oguiss (1901-1986)     | peintre | 12e division |       |
| Léon Ohnet (1813-1874)          | architecte | 4e division  |       |
| Richard O'Monroy (1849-1916)    | romancier et nouvelliste | 22e division |       |
| Iffla Daniel Osiris (1825-1907) | financier, mécène | 3e division  |       |

- Haut – A
- B
- C
- D
- E
- F
- G
- H
- I
- J
- K
- L
- M
- N
- O
- P
- Q
- R
- S
- T
- U
- V
- W
- X
- Y
- Z

### P
| Nom                                                                          | Métier | Division     | Photo |
| ---------------------------------------------------------------------------- | --- | ------------ | ----- |
| Jean-Baptiste-Alexandre Paulin (1796-1859)                                   | journaliste, éditeur et libraire, cofondateur du journal L'Illustration                                                       | 22e division |       |
| Jules-Émile Péan (1830-1898)                                                 | chirurgien français | 21e division |       |
| Émile Pereire (1800-1875)                                                    | banquier, frère d'Isaac | 3e division  |       |
| Isaac Pereire (1806-1880)                                                    | banquier, enterré avec son frère et leur grand-père                                                                           | 3e division  |       |
| Jacob Rodrigue Pereire (1715-1780)                                           | précurseur de l'éducation des sourds et de l'orthophonie, grand-père d'Émile et d'Isaac                                       | 3e division  |       |
| Lucien Perey, alias Clara Adèle Luce Herpin (1825-1914)                      | écrivaine et historienne française d'origine suisse                                                                           | 28e division |       |
| Émile Perrodon (1794-1872)                                                   | général français | 31e division |       |
| Henri Louis Paul Petit (1856-1926)                                           | architecte du Gouvernement général de l'Algérie                                                                               | 29e division |       |
| Francis Picabia (1879-1953)                                                  | peintre, graphiste et écrivain proche des mouvements Dada et surréaliste Il est inhumé dans la chapelle de la famille Davanne | 31e division |       |
| Amédée Pichot (1795-1877)                                                    | médecin, romancier, historien et traducteur                                                                                   | 21e division |       |
| Jules Pillet (1842-1912)                                                     | ingénieur des ponts et chaussées, architecte, chef d'atelier à l'École des Beaux-Arts de Paris                                | 1re division |       |
| Michel-Frédéric Pillet-Will (1781-1860)                                      | banquier | 1re division |       |
| Alexis Pillet-Will (1805-1871)                                               | banquier | 1re division |       |
| Frédéric Pillet-Will (1842-1911)                                             | banquier | 1re division |       |
| Joseph Dominique Aldebert de Pineton de Chambrun (1821-1899)                 | haut fonctionnaire et homme politique                                                                                         | 25e division |       |
| Constance Piou (1800-1890)                                                   | magistrat et homme politique                                                                                                  | 22e division |       |
| Paul Poiret (1879-1944)                                                      | grand couturier et parfumeur                                                                                                  | 8e division  |       |
| Patrick Pons (1952-1980)                                                     | pilote de moto professionnel                                                                                                  | 20e division |       |
| Pierre Alexis Ponson du Terrail (1829-1871)                                  | écrivain | 18e division |       |
| Marie Potocka, née princesse Soltikoff (ou Saltykov) (1807-1845)             | fille du diplomate Alexandre Saltykov et petite-fille de Nikolaï Saltykov                                                     | 4e division  |       |
| Joseph Potocki (1800-1863) inhumé avec son frère, Herman Potocki (1801-1866) | comte polonais, ayant participé à l'insurrection de Novembre                                                                  | 5e division  |       |
| William Didier-Pouget (1864-1959)                                            | artiste peintre, enterré avec sa femme Caroline Salley et son père Edgar Pouget                                               | 5e division  |       |
| Yvonne Didier-Pouget, dite Charline Abbeille (1885-1971)                     | artiste peintre, enterrée avec son père adoptif William Didier-Pouget                                                         | 5e division  |       |
| Francisque Poulbot (1879-1946)                                               | dessinateur et peintre | 9e division  |       |
| Olivier Proust (1948-2003)                                                   | acteur, auteur et metteur en scène                                                                                            | 14e division |       |
| Émile Prudent (1817-1863)                                                    | pianiste, compositeur et professeur de musique                                                                                | 25e division |       |
| Paul Puget (1848-1917)                                                       | compositeur | 24e division |       |

- Haut – A
- B
- C
- D
- E
- F
- G
- H
- I
- J
- K
- L
- M
- N
- O
- P
- Q
- R
- S
- T
- U
- V
- W
- X
- Y
- Z

### Q
| Nom                                      | Métier  | Division    | Photo |
| ---------------------------------------- | ------- | ----------- | ----- |
| Ferdinand Paul Louis Quaglia (1780-1833) | peintre | 9e division |       |

### R
| Nom                                             | Métier | Division                                                                       | Photo |
| ----------------------------------------------- | --- | ------------------------------------------------------------------------------ | ----- |
| Louis Ratisbonne (1827-1900)                    | homme de lettres | 21e division                                                                   |       |
| David Raynal (1840-1903)                        | armateur et homme politique | 3e division                                                                    |       |
| Juliette Récamier (1777-1849)                   | salonnière, femme de lettres | 30e division                                                                   |       |
| Jean Rédélé (1922-2007)                         | pilote, créateur et concessionnaire automobile | 30e division                                                                   |       |
| François-Joseph Regnier (1807-1885)             | comédien et auteur dramatique | 26e division                                                                   |       |
| Salomon Reinach (1858-1932)                     | archéologue français, conservateur du Musée d'Archéologie nationale | 3e division                                                                    |       |
| Théodore Reinach (1860-1928)                    | helléniste, archéologue, homme politique français, propriétaire de la Villa Kerylos | 3e division                                                                    |       |
| Charles-Frédéric Reinhard (1761-1837)           | diplomate français, homme politique et écrivain d'origine allemande | 14e division                                                                   |       |
| Ernest Renan (1823-1892)                        | écrivain, philologue et philosophe, repose dans le caveau des Scheffer | 22e division                                                                   |       |
| Louis Reybaud (1799-1879)                       | économiste, journaliste, homme de lettres et homme politique | 22e division                                                                   |       |
| Auguste Ricard de Montferrand (1786-1858)       | architecte | 1re division                                                                   |       |
| Victor Rifaut (1799-1838)                       | compositeur, prix de Rome, chef du chant à l'Opéra-Comique, professeur au Conservatoire | 32e division                                                                   |       |
| Jacques Rigaut (1898-1929)                      | écrivain français dadaïste | 32e division                                                                   |       |
| Sam Ringer (1918-1986)                          | peintre français d'origine polonaise | 3e division                                                                    |       |
| Achille Riquier (1794-1861)                     | artiste lyrique, chanteur comique (basse bouffe) et comédien | 32e division                                                                   |       |
| Mariano Eduardo de Rivero y Ustáriz (1798-1857) | géologue, minéralogiste, chimiste, archéologue, homme politique et diplomate péruvien | 11e division                                                                   |       |
| Dick Rivers (Hervé Forneri, dit) (1945-2019)    | chanteur de rock français, | 11e division allée Samson ligne 1 no 18                                        |       |
| Jacques Rivette (1928-2016)                     | réalisateur français | 21e division                                                                   |       |
| Henri Rivière (1827-1883)                       | militaire français | 13e division                                                                   |       |
| Jean-Marc Roberts (1954-2013)                   | éditeur, écrivain et scénariste | 12e division                                                                   |       |
| André Robberechts (1797-1860)                   | violoniste et compositeur belge | 14e division                                                                   |       |
| Henri Rochefort (1831-1913)                     | homme politique français | 17e division buste de Frédéric Dufaux, peintre suisse et gendre d'H. Rochefort |       |
| Jean Rodor (1881-1967)                          | parolier (auteur entre autres de la chanson "Sous les ponts de Paris" | 20e division - Simple dalle noire sans aucun ornement                          |       |
| Pierre-Gaspard Roll (1787-1851)                 | compositeur, premier grand prix de Rome en 1814 | 33e division                                                                   |       |
| Robert Rollis (1921-2007)                       | comédien français, membre de la troupe des Branquignols | 29e division                                                                   |       |
| Camille Roqueplan (1803-1855)                   | artiste peintre | 21e division                                                                   |       |
| Nestor Roqueplan (1805-1870)                    | journaliste, directeur de l'Opéra et de l'Opéra-Comique, directeur de théâtres, un des premiers rédacteurs en chef du Figaro                                                                     | 21e division                                                                   |       |
| Henri Rosellen (1811-1876)                      | pianiste, professeur de musique et compositeur | 15e division                                                                   |       |
| Léon Rostan (1790-1866)                         | médecin, professeur à la Faculté de médecine de Paris | 26e division                                                                   |       |
| Jacques Rouché (1862-1957)                      | mécène français, dirigea le théâtre des Arts et l'Opéra de Paris | 3e division                                                                    |       |
| Gaston Roullet (1847-1925)                      | peintre et illustrateur | 28e division                                                                   |       |
| Jean Jacques Rousseau (1861-1938)               | peintre et maire de Sainte-Marguerite-sur-Mer (1919-1935) | 9e division                                                                    |       |
| Léon Rouvenat (1809-1874)                       | joailler | 32e division                                                                   |       |
| Philibert Rouvière (1809-1865)                  | comédien | 26e division                                                                   |       |
| Henri Roy (1873-1950)                           | Député (1906-1919) puis sénateur (1920-1940) du Loiret Commissaire au Ravitaillement de 1918 à 1920 Ministre des Travaux Publics de 1934 à 1935 Ministre de l’Intérieur durant deux mois en 1940 | 22e division Avenue de Montmorency                                             |       |
| Dominique Rozan (1929-2018)                     | acteur | 11e division                                                                   |       |
| Endre Rozsda (1913-1999)                        | peintre surréaliste | 19e division                                                                   |       |
| Louis Ruchet (1805-1894)                        | député suisse | 22e division                                                                   |       |
| Mathias Rybinski (1784-1874)                    | général polonais, dernier commandant en chef de l'armée polonaise durant l'insurrection de 1830-1831                                                                                             | 31e division                                                                   |       |

- Haut – A
- B
- C
- D
- E
- F
- G
- H
- I
- J
- K
- L
- M
- N
- O
- P
- Q
- R
- S
- T
- U
- V
- W
- X
- Y
- Z

### S
| Nom                                                                          | Métier                                                                                            | Division                                                              | Photo |
| ---------------------------------------------------------------------------- | ------------------------------------------------------------------------------------------------- | --------------------------------------------------------------------- | ----- |
| Gaston Casimir Saint-Pierre (1833-1916)                                      | peintre                                                                                           | 30e division                                                          |       |
| Jean-Marie Saisset (1810-1879)                                               | amiral et homme politique                                                                         | 21e division                                                          |       |
| Joseph Samson (1793-1871)                                                    | comédien et auteur dramatique                                                                     | 22e division                                                          |       |
| Charles-Henri Sanson (1739-1806)                                             | bourreau de Paris de 1766 à 1795, enterré dans le caveau de famille                               | 20e division                                                          |       |
| Henri Sanson (1767-1840)                                                     | bourreau de Paris de 1793 à 1840, fils de Charles-Henri Sanson, enterré dans le caveau de famille | 20e division                                                          |       |
| Henri-Clément Sanson (1799-1889)                                             | bourreau de Paris de 1840 à 1847, fils de Henri Sanson enterré dans le caveau de famille          | 20e division                                                          |       |
| Francisque Sarcey (1827-1899)                                                | critique dramatique                                                                               | 2e division                                                           |       |
| Yvonne Sarcey (1869-1950)                                                    | femme de lettres et philanthrope, fondatrice de l'université des Annales                          | 2e division                                                           |       |
| Bernard Sarrette (1765-1858)                                                 | fondateur du Conservatoire de Paris                                                               | division 30                                                           |       |
| Henri Sauguet (1901-1989)                                                    | compositeur                                                                                       | 27e division                                                          |       |
| Adolphe Sax (1814-1894)                                                      | facteur d'instruments de musique, inventeur du saxophone                                          | 5e division                                                           |       |
| Ary Scheffer (1795-1858) inhumé avec sa fille, Cornélia Scheffer (1830-1899) | peintre                                                                                           | 22e division                                                          |       |
| Pierre Henry Schneit (1770-1845)                                             | général de brigade et baron d'Empire                                                              | 27e division                                                          |       |
| Abraham Schrameck (1867-1948)                                                | homme politique                                                                                   | 3e division                                                           |       |
| Michel Scotti (1814-1861)                                                    | peintre russe                                                                                     | 22e division                                                          |       |
| Charles Sedelmeyer (1837-1925)                                               | collectionneur                                                                                    | 28e division                                                          |       |
| Paul Sédille (1836-1900)                                                     | architecte                                                                                        | 25e division                                                          |       |
| Camille Sée (1847-1919)                                                      | homme politique, député de la Seine de 1876 à 1881                                                | 3e division                                                           |       |
| Germain Sée (1818-1896)                                                      | médecin                                                                                           | 3e division                                                           |       |
| Philippe Henri de Ségur (1724-1801)                                          | Maréchal de France sous Louis XVI                                                                 | 19e division                                                          |       |
| Philippe-Paul de Ségur (1780-1873)                                           | général et historien                                                                              | 19e division                                                          |       |
| Paul Séjourné (1851-1939)                                                    | ingénieur des ponts et chaussées, concepteur de ponts en maçonnerie                               | 21e division                                                          |       |
| Louis Sérendat de Belzim (1854-1933)                                         | artiste peintre                                                                                   | 33e division                                                          |       |
| June Shenfield (1956-2004)                                                   | poétesse australienne                                                                             | 25e division                                                          |       |
| Édouard Siebecker (1829-1901)                                                | journaliste et écrivain patriotique                                                               | 21e division                                                          |       |
| Claude Simon (1913-2005)                                                     | écrivain, prix Nobel de littérature                                                               | 25e division                                                          |       |
| Jules Simon (1814-1896)                                                      | Philosophe et homme d'État français                                                               | 21e division                                                          |       |
| Siné (1928-2016)                                                             | dessinateur et caricaturiste                                                                      | 30e division                                                          |       |
| Jean-Baptiste Singry (1782-1824)                                             | peintre miniaturiste et lithographe                                                               | 19e division                                                          |       |
| Juliusz Slowacki (1809-1849)                                                 | poète polonais et auteur dramatique                                                               | 7e division                                                           |       |
| Izydor Sobański (1791-1847)                                                  | émigré polonais ayant participé à l'Insurrection de Novembre                                      | 23e division                                                          |       |
| Fernando Sor (1778-1839)                                                     | compositeur et guitariste                                                                         | 24e division                                                          |       |
| Philippe Soupault (1897-1990)                                                | écrivain                                                                                          | 17e division                                                          |       |
| Jean-Marcel Souriguère de Saint-Marc (1763-1837)                             | homme de lettres et auteur dramatique                                                             | 26e division                                                          |       |
| Atala Stamaty (1803-1885)                                                    | peintre française                                                                                 | 16e division                                                          |       |
| Henri Beyle, dit Stendhal (1783-1842)                                        | écrivain                                                                                          | 30e division Le médaillon de sa tombe a été réalisé par Auguste Rodin |       |
| Georges Symon de Carneville (1750-1837)                                      | lieutenant général français                                                                       | 32e division                                                          |       |
| Franciszek Sznajde (1790-1850)                                               | général de brigade polonais                                                                       | division ?                                                            |       |

- Haut – A
- B
- C
- D
- E
- F
- G
- H
- I
- J
- K
- L
- M
- N
- O
- P
- Q
- R
- S
- T
- U
- V
- W
- X
- Y
- Z

### T
| Nom                                                   | Métier | Division     | Photo |
| ----------------------------------------------------- | --- | ------------ | ----- |
| Ludmila Tcherina (1924-2004)                          | danseuse, peintre et sculpteur                                                                                               | 21e division |       |
| Claude Terrasse (1867-1923)                           | compositeur d'opérettes | 30e division |       |
| Charles Terrasse (1893-1982)                          | historien | 30e division |       |
| Martial Tharaud, dit Mainvielle (1789-1850)           | comédien, sociétaire du Théâtre Français, inhumé avec sa fille la cantatrice Suzanne-Henriette Mainvielle-Fodor, (1821-1895) | 31e division |       |
| François Thibault (1835-1881)                         | sapeur-pompier de Paris, héros de la rue Saint-Antoine                                                                       | 31e division |       |
| Lambert Thiboust (1827-1867) Antonin Lambert Thiboust | auteur dramatique | 27e division |       |
| Ambroise Thomas (1811-1896)                           | musicien et compositeur d'opéras, dont Mignon                                                                                | 28e division |       |
| Robert Thomas (1927-1989)                             | dramaturge et réalisateur | 9e division  |       |
| Francis Thomé (1850-1909)                             | pianiste et compositeur de musique                                                                                           | 21e division |       |
| Aimé Thomé de Gamond (1807-1876)                      | premier concepteur d'un tunnel sous la Manche. Il repose dans le caveau des Dangibeaud, sans mention.                        | 26e division |       |
| Pierre-Philippe Thomire (1751-1843)                   | sculpteur et bronzier (fondeur, ciseleur, doreur)                                                                            | 9e division  |       |
| Otto von Thoren (1828-1889)                           | peintre animalier | 22e division |       |
| Charles de Tournemine (1812-1872)                     | peintre orientaliste | 4e division  |       |
| Armand Toussaint (1806-1862)                          | sculpteur | 23e division |       |
| Jean-Pierre Travot (1767-1836)                        | général | 12e division |       |
| Ulysse Trélat (1828-1890)                             | professeur de médecine, chirurgien des hôpitaux de Paris, et président de l'Académie de médecine en 1886                     | 23e division |       |
| Henri Tresca (1814-1885)                              | ingénieur mécanicien | 33e division |       |
| Constant Troyon (1810-1865)                           | peintre | 27e division |       |
| François Truffaut (1932-1984)                         | réalisateur et acteur de cinéma                                                                                              | 21e division |       |
| Jean-Godefroy Tulla (1770-1828)                       | ingénieur hydrologique Badois ayant amélioré la circulation de l'eau du Rhin (Die Rheinbegradigung)                          | 26e division |       |

- Haut – A
- B
- C
- D
- E
- F
- G
- H
- I
- J
- K
- L
- M
- N
- O
- P
- Q
- R
- S
- T
- U
- V
- W
- X
- Y
- Z

### U
| Nom                                  | Métier | Division     | Photo |
| ------------------------------------ | --- | ------------ | ----- |
| Delphine Ugalde (1828-1910)          | artiste lyrique (soprano) et directrice de théâtre, repose avec sa fille Marguerite Ugalde (1861-1940), artiste lyrique, (mezzo-soprano) | 33e division |       |
| Sophie Ulliac-Trémadeure (1794-1861) | femme de lettres | 27e division |       |

- Haut – A
- B
- C
- D
- E
- F
- G
- H
- I
- J
- K
- L
- M
- N
- O
- P
- Q
- R
- S
- T
- U
- V
- W
- X
- Y
- Z

### V
| Nom                                               | Métier | Division     | Photo |
| ------------------------------------------------- | --- | ------------ | ----- |
| Pierre-Jean Vaillard (1918-1988)                  | chansonnier | 26e division |       |
| Adèle Varillat (1769-1861)                        | artiste peintre | division ?   |       |
| Louis Varney (1844-1908)                          | compositeur (opérette), son père, Alphonse Varney, (1811-1879), chef d'orchestre, violoniste, son fils, Jean Varney (1868-1904), poète et chansonnier, sa fille, Nina Varney, cantatrice | 10e division |       |
| Ursin-Jules Vatinelle (1791-1881)                 | médailleur, premier prix de Rome en gravure de médaille en 1819 | 3e division  |       |
| Louis Léger Vauthier (1815-1901)                  | ingénieur des ponts et chaussées et homme politique | 22e division |       |
| Pierre Louis Léger Vauthier (1845-1916)           | artiste peintre | 22e division |       |
| Claude Thibaudat dit Claude Véga (1930-2022)      | comédien, imitateur et humoriste | 24e division |       |
| Jean Vercoutter (1911-2000)                       | universitaire, archéologue et égyptologue | 21e division |       |
| Horace Vernet (1789-1863)                         | peintre | 5e division  |       |
| Émile Vernet-Lecomte (1821-1900)                  | peintre | 24e division |       |
| Thérèse Vestris (1729-1808)                       | danseuse | 5e division  |       |
| Paul Veyret (1873-1898)                           | comédien | 9e division  |       |
| Pauline Viardot-Garcia (1821-1910)                | cantatrice | 28e division |       |
| Jean Baptiste Émile Vidal (1825- 1893)            | dermatologue | 27e division |       |
| Alfred de Vigny (1797-1863)                       | écrivain | 13e division |       |
| Lucien de Vissec (1872-1953)                      | écrivain | 9e division  |       |
| Nicolas Viton de Saint-Allais (1773-1842)         | généalogiste | 12e division |       |
| François Philippe Voisin (Voisin-bey) (1821-1918) | directeur des travaux du Canal de Suez, inspecteur général des Ponts et Chaussées | 12e division |       |
| Jean-Baptiste Vuillaume (1798-1875)               | luthier | 1er division |       |

- Haut – A
- B
- C
- D
- E
- F
- G
- H
- I
- J
- K
- L
- M
- N
- O
- P
- Q
- R
- S
- T
- U
- V
- W
- X
- Y
- Z

### W
| Nom                                   | Métier                                                   | Division     | Photo |
| ------------------------------------- | -------------------------------------------------------- | ------------ | ----- |
| Pierre Waldeck-Rousseau (1846-1904)   | homme politique                                          | 2e division  |       |
| Walenty Wańkowicz (1800-1842)         | peintre polonais                                         | 23e division |       |
| Gustave Wappers (1803-1874)           | baron belge, peintre et directeur de l'Académie d'Anvers | 5e division  |       |
| Louise Weber, "La Goulue" (1866-1929) | danseuse de cancan, dompteuse                            | 31edivision  |       |
| Fernand Widal (1862-1929)             | médecin et bactériologiste                               | 32edivision  |       |
| André Wilms (1947-2022)               | acteur                                                   | 15edivision  |       |
| Jean de Witte (1808-1889)             | archéologue, épigraphiste et numismate belge             | 22edivision  |       |
| Auguste Wolff (1821-1887)             | compositeur et industriel                                | 2e division  |       |
| Alexander Wołodkowicz (1806-1862)     | aristocrate de l'ancien Grand-duché de Lituanie          | 19e division |       |
| Antoine Wroniecki (1790-1838)         | général polonais                                         | 13edivision  |       |

- Haut – A
- B
- C
- D
- E
- F
- G
- H
- I
- J
- K
- L
- M
- N
- O
- P
- Q
- R
- S
- T
- U
- V
- W
- X
- Y
- Z

### Z
| Nom | Métier                                                                    | Division                                                                                          | Photo |
| --- | ------------------------------------------------------------------------- | ------------------------------------------------------------------------------------------------- | ----- |
| Ludwik Tadeusz Zambrzycki (1803-1834) | émigré polonais ayantparticipé à l'Insurrection de Novembre               | 7e division                                                                                       |       |
| Philippe Zdar alias Philippe Cerboneschi (1967-2019) | musicien du groupe Cassius, producteur et ingénieur du son                | 22e division                                                                                      |       |
| Charles Zeuner (1795-1841) | pianiste et compositeur allemand                                          | 22e division                                                                                      |       |
| Julien Zidi (1973-2021) | réalisateur                                                               | 22e division                                                                                      |       |
| Alexandrine Zola (1839-1925), elle est inhumée avec les enfants et petits-enfants d'Émile Zola, Jacques Émile-Zola (1891-1963) et son épouse Marguerite Émile-Zola (1891-1962) et leur fils, François Émile-Zola (1917-1989), ainsi que Françoise Le Blond (1911-2005) fille de Denise Émile-Zola (1889-1942) | épouse d'Émile Zola                                                       | 19e division                                                                                      |       |
| Émile Zola (1840-1902) | écrivain                                                                  | 19e division, (c'est un cénotaphe, les cendres de Zola ayant été transférées au Panthéon en 1908) |       |
| Valentin Zwierkowski(1788-1859) | officier polonais qui participe aux guerres napoléoniennes de 1807 à 1814 | 13e division, dans une tombe commune                                                              |       |

- Haut – A
- B
- C
- D
- E
- F
- G
- H
- I
- J
- K
- L
- M
- N
- O
- P
- Q
- R
- S
- T
- U
- V
- W
- X
- Y
- Z

## Protection
Le cimetière Montmartre possède une grande richesse patrimoniale et paysagère avec un nombre important de tombes de personnages célèbres ayant vécu à Paris. La Ville de Paris a engagé une démarche de renforcement de la protection du cimetière de Montmartre pour mieux le préserver.
Les maires de Paris Bertrand Delanoë et Anne Hidalgo ont proposé le classement de deux tombes pendant leur mandat :
- la chapelle Fournier, dans la 28e division, 1re ligne, édifiée vers 1830 par l'architecte Pierre-Léonard Laurecisque (1797-1860), inscrite au titre des monuments historiques en 2013[15],
- la chapelle Potocki, dans la 4e division, avenue de Montebello, construite vers 1845 par l'architecte Jacques Ignace Hittorff (1792-1867), classée au titre des monuments historiques en 2014.

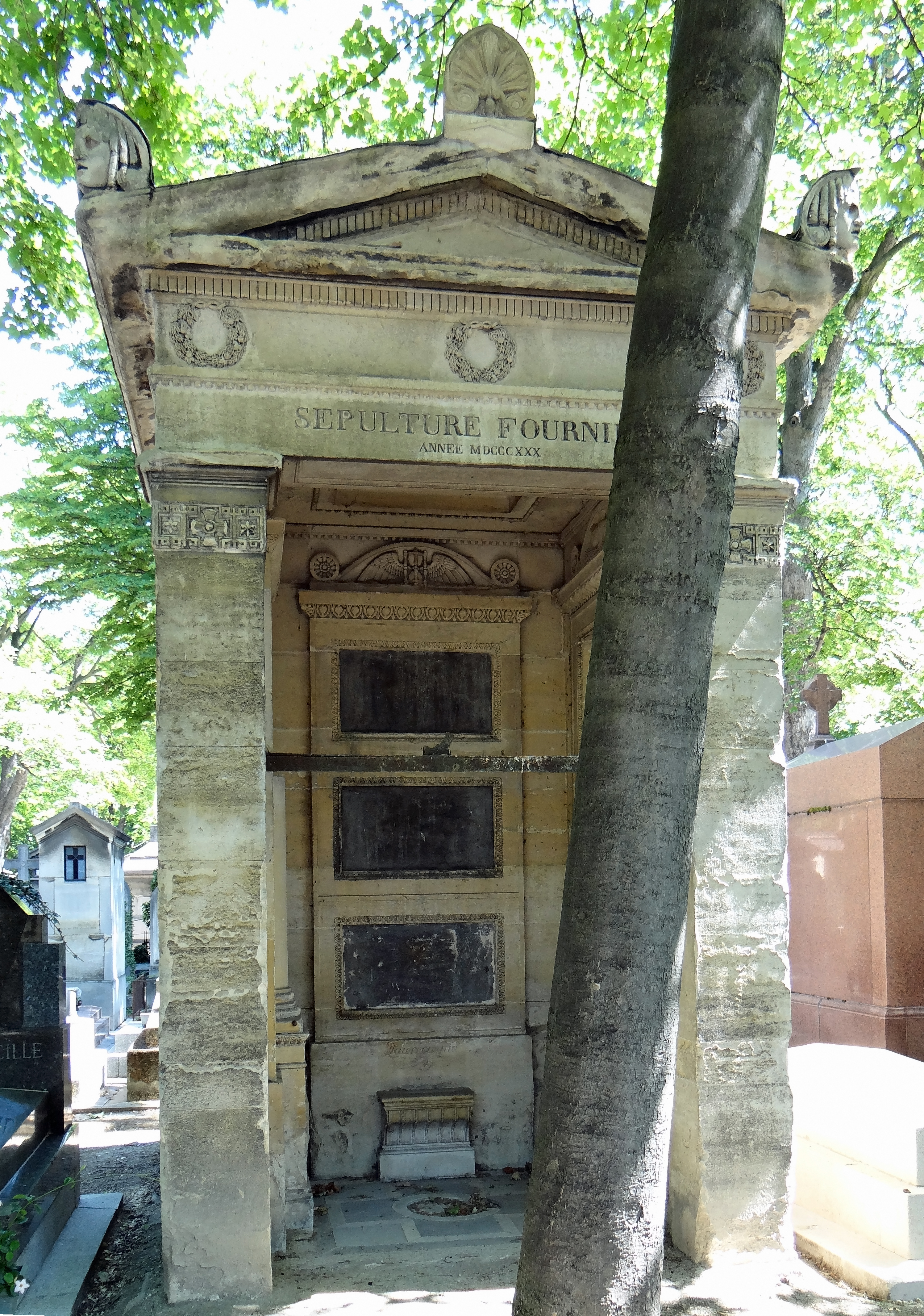
Chapelle Fournier
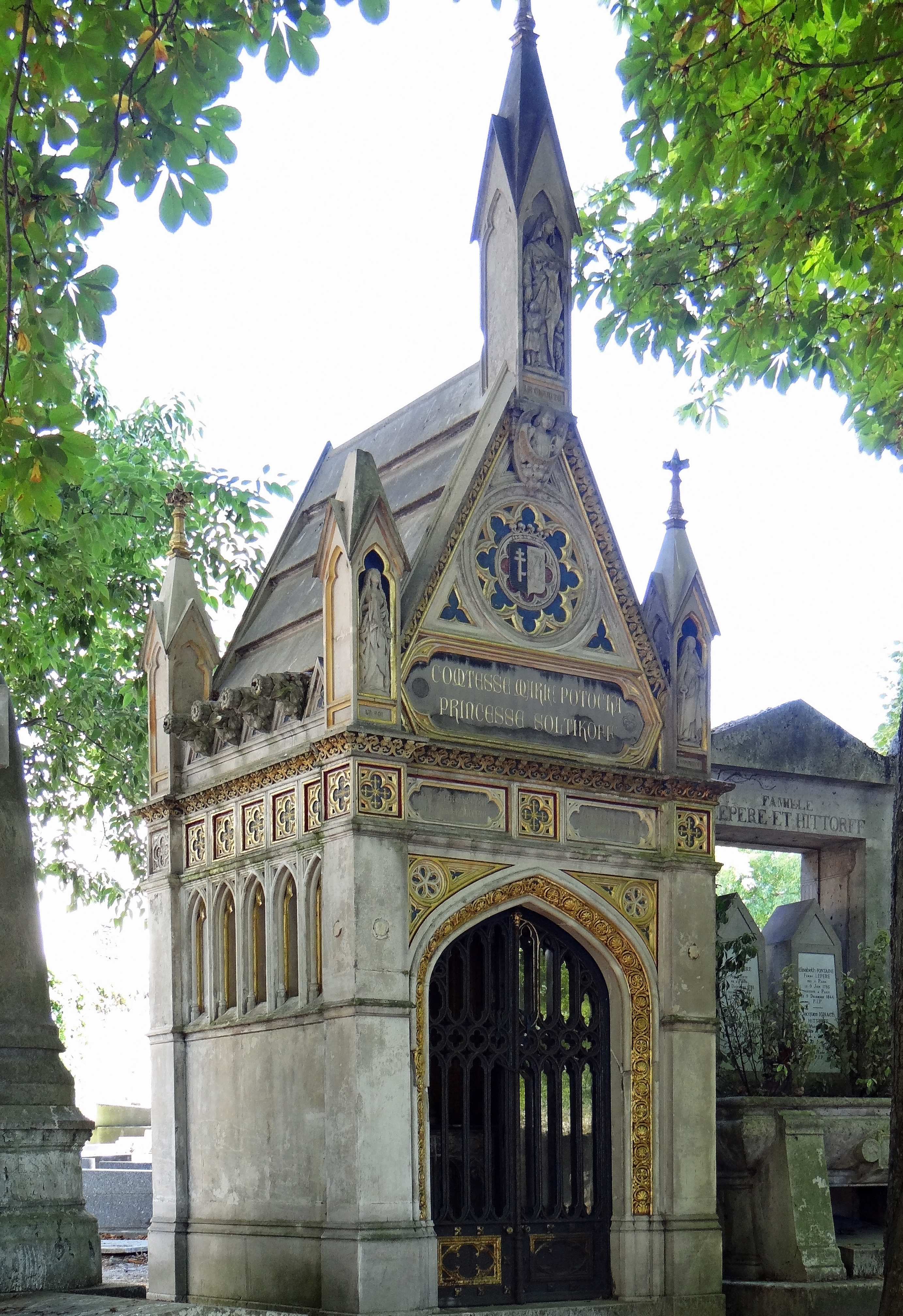
Chapelle Potocki
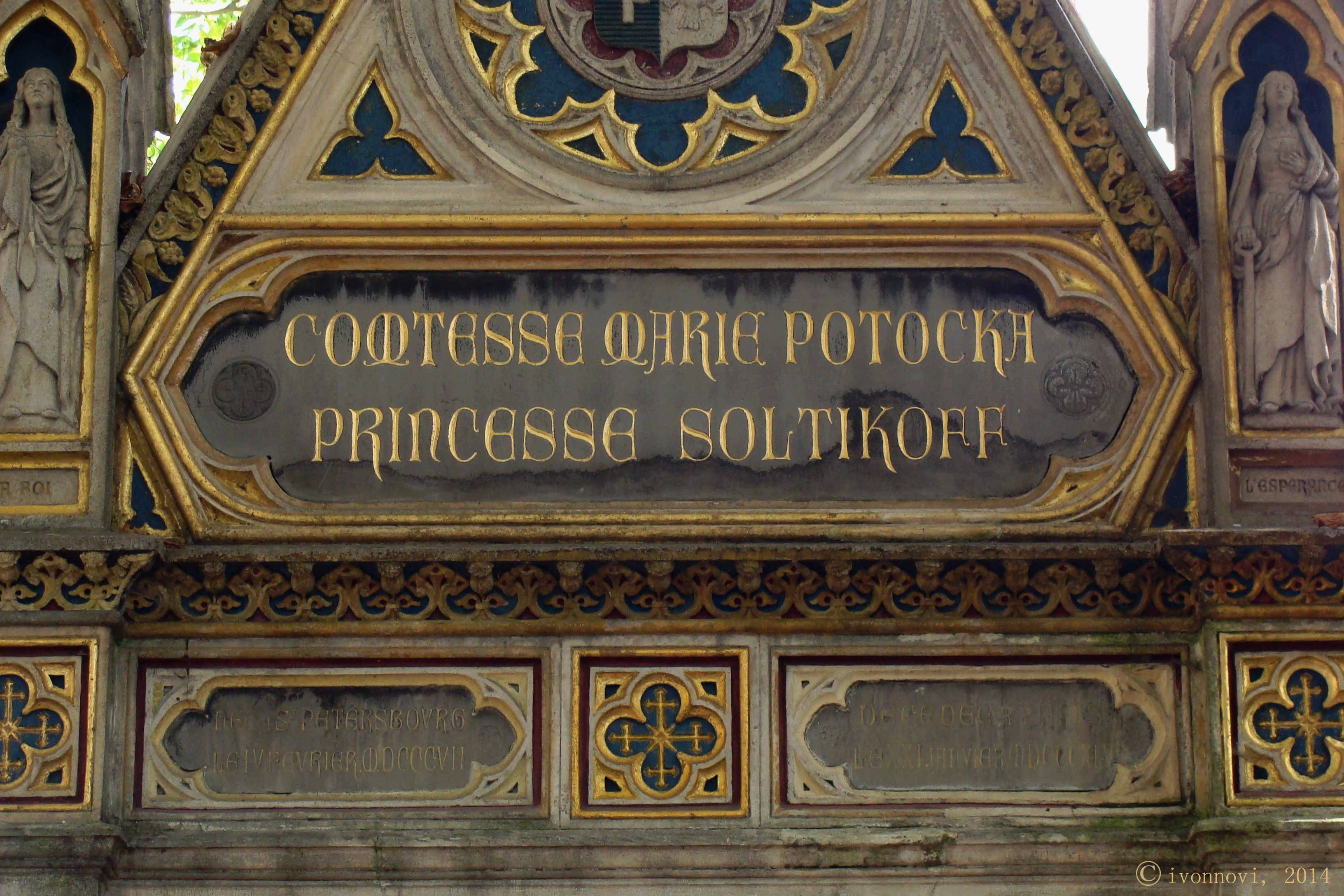
Chapelle de la princesse Soltykoff née comtesse Potocka, détail

L'inscription et le classement permettent de créer une zone de protection de 500 m de rayon autour de ces édifices.

## Dans la culture populaire

### En littérature
- 1891 : Les Tombales, nouvelle de Guy de Maupassant, se déroule au cimetière de Montmartre[16].

### Au cinéma
- 1959 : dans sa série des "Antoine Doinel", François Truffaut filme à deux reprises au moins le cimetière de Montmartre. Dans Les Quatre Cents Coups (1959), Antoine et René prennent le pont Caulaincourt permettant le franchissement du cimetière. Dans L'Amour en fuite (1979), Lucien, un ancien amant de sa mère, montre à Antoine la tombe de cette dernière.
- 2018 : Plaire, aimer et courir vite de Christophe Honoré ; à peine arrivé à Paris, le jeune Arthur (Vincent Lacoste) vient se recueillir sur les tombes de François Truffaut et de Bernard-Marie Koltès.